# 1992 dans les parcs de loisirs
| Années des parcs de loisirs : 1989 - 1990 - 1991 - 1992 - 1993 - 1994 - 1995    |
| Décennies des parcs de loisirs : 1960 - 1970 - 1980 - 1990 - 2000 - 2010 - 2020 |

## Parcs d'attractions

### Ouverture
- Euro Disneyland (Aujourd'hui nommé Parc Disneyland) à Euro Disney Resort (Aujourd'hui nommé Disneyland Paris) ( France) ouvert au public le 12 avril
- Knott's Camp Snoopy ( États-Unis) ouvert au public le 11 août
- Mirabilandia ( Italie) ouvert au public le 8 juillet
- Parc familial Harry Malter ( Belgique)
- Parc Miniature Alsace Lorraine ( France)
- Six Flags Fiesta Texas ( États-Unis) ouvert au public le 14 mars
- Speelstad Oranje ( Pays-Bas) ouvert au public le 24 juillet
- Walibi Aquitaine ( France) ouvert au public le 24 avril

### Fermeture
- Parc océanique Cousteau ( France)

## Événements
- Efteling ( Pays-Bas) reçoit l'Applause Award au titre de meilleur parc de loisirs du monde le 21 novembre.
- Avril
- Espagne. Un consortium présidé par le représentant de la généralité de Catalogne est constitué pour gérer le terrain où Port Aventura doit être situé. Busch Entertainment est responsable de la conception du parc de loisirs. La première pierre est posée en avril et le chantier démarre en mai[1],[2].
- Mai
- 9 mai - ( États-Unis) Ouverture au public de Batman: The Ride, à Six Flags Great America ; le premier modèle de montagnes russes inversées au monde[3].

## Analyse économique de l'année
Le 12 avril, Euro Disney Resort ouvre ses portes. Parallèlement, la fréquentation du parc Astérix plonge : moins 30 % et 990 000 entrées, dont ½ de franciliens,. Le chiffre d'affaires fait de même : moins 19 % pour atteindre 170 millions de francs (26 millions d'euros). Les résultats annuels de fréquentation sont les pires de son histoire. Les chiffres font craindre la faillite.
De plus, de nombreux grands événements internationaux attirent l'attention du grand public, tels que le Championnat d'Europe de football avec une finale au stade de Wembley à Londres, l'Exposition universelle à Séville, les Jeux olympiques à Barcelone et la Floriade à La Haye. Pour illustrer ceci, le nombre de visiteurs à Efteling est inférieur de cent mille en 1992 par rapport à l'année précédente. En fin de saison, le directeur général indique que ces grands événements et l'ouverture d'Eurodisney sont partiellement responsables. À la fin de la saison, le groupe Walibi tire des conclusions similaires en constatant que sa marge bénéficiaire a souffert et que sa fréquentation stagne par rapport à 1991 alors qu'elle connaissait une croissance continue depuis neuf ans,. Pendant les huit premiers mois de l'exercice 1992, son bénéfice d'exploitation est en diminution de près de 70 % par rapport à l'année précédente.

## Attractions
Ces listes sont non exhaustives.

### Montagnes russes

#### Délocalisations
| Nom                                   | Type / Modèle         | Constructeur                 | Parc                            | Pays       | Anciennement                               |
| ------------------------------------- | --------------------- | ---------------------------- | ------------------------------- | ---------- | ------------------------------------------ |
| Achtbaan                              | Junior                | Zierer                       | Amusementspark Tivoli           | Pays-Bas   | Lieveheersbeestjes à Prinses Juliana Toren |
| Arkansas Twister                      | Bois                  | Michael Black and Associates | Magic Springs and Crystal Falls | États-Unis | Florida Hurricane à Boardwalk and Baseball |
| Boomerang                             | Navette / Boomerang   | Vekoma                       | Walibi Aquitaine                | France     | Boomerang à Zygofolis                      |
| Demon                                 | Navette / Boomerang   | Vekoma                       | Wonderland Sydney (en)          | Australie  | Titan à World Expo Park                    |
| Flashback                             | Assises / Space Diver | Intamin                      | Six Flags Magic Mountain        | États-Unis | Z-Force à Six Flags Over Georgia           |
| Keverbaan Devenu Rattle Snake en 2011 | Junior                | Zierer                       | Flevohof                        | Pays-Bas   | Tarzungle à Zygofolis                      |
| Looping Star                          | Assises               | Anton Schwarzkopf            | Parque de Atracciones de Madrid | Espagne    | Looping Star à OK Corral                   |
| Ninja                                 | Assises               | Vekoma                       | Six Flags Over Georgia          | États-Unis | Kamikaze à Dinosaur Beach                  |

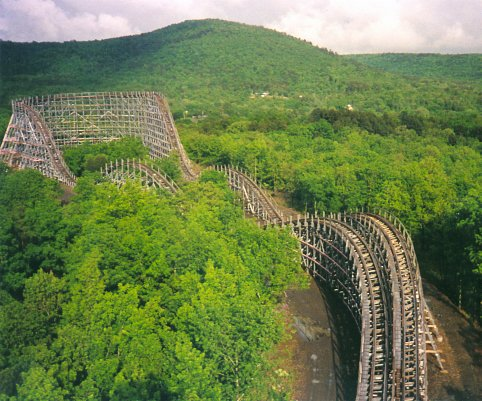
Arkansas Twister à Magic Springs and Crystal Falls
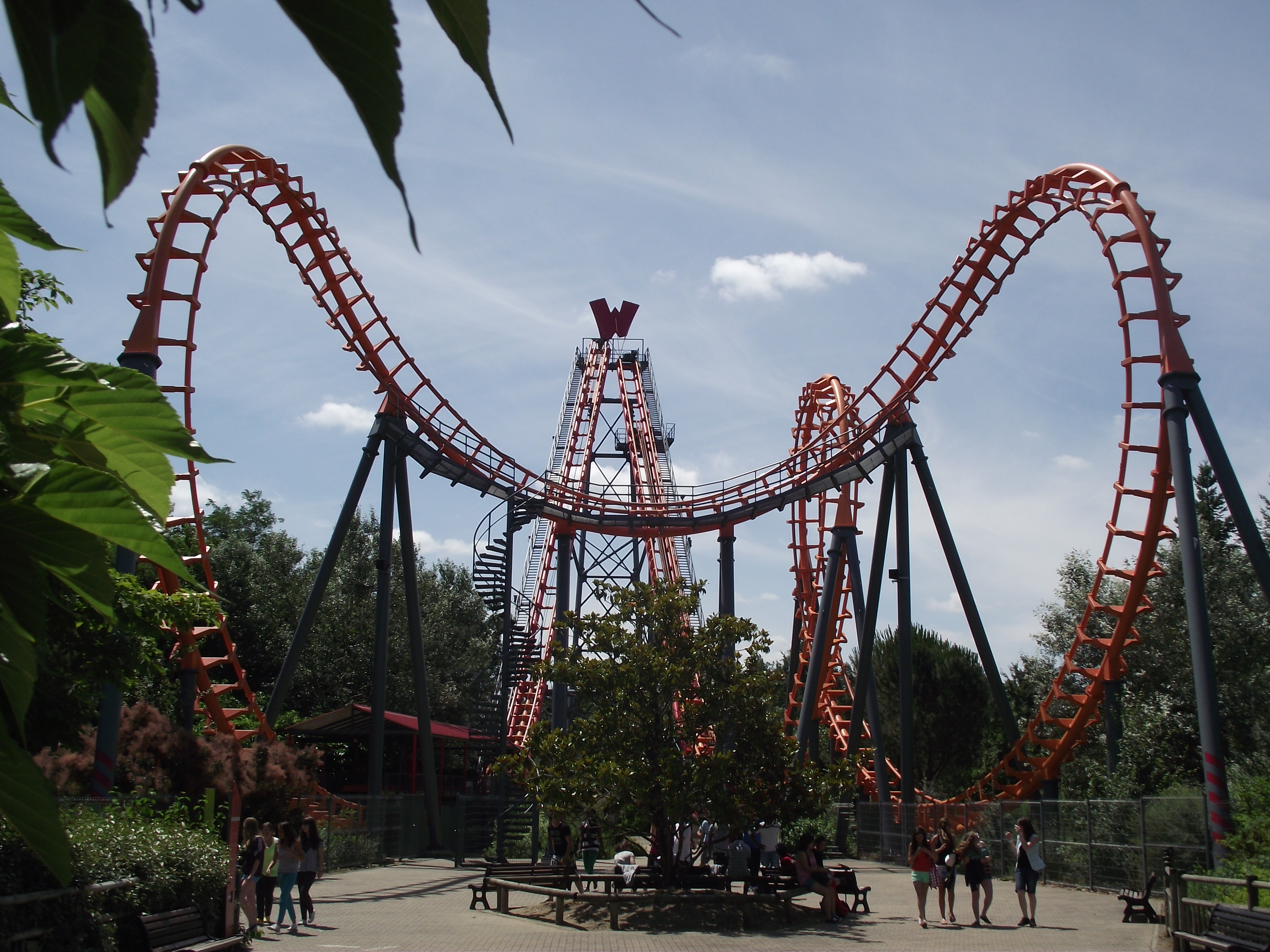
Boomerang à Walibi Aquitaine
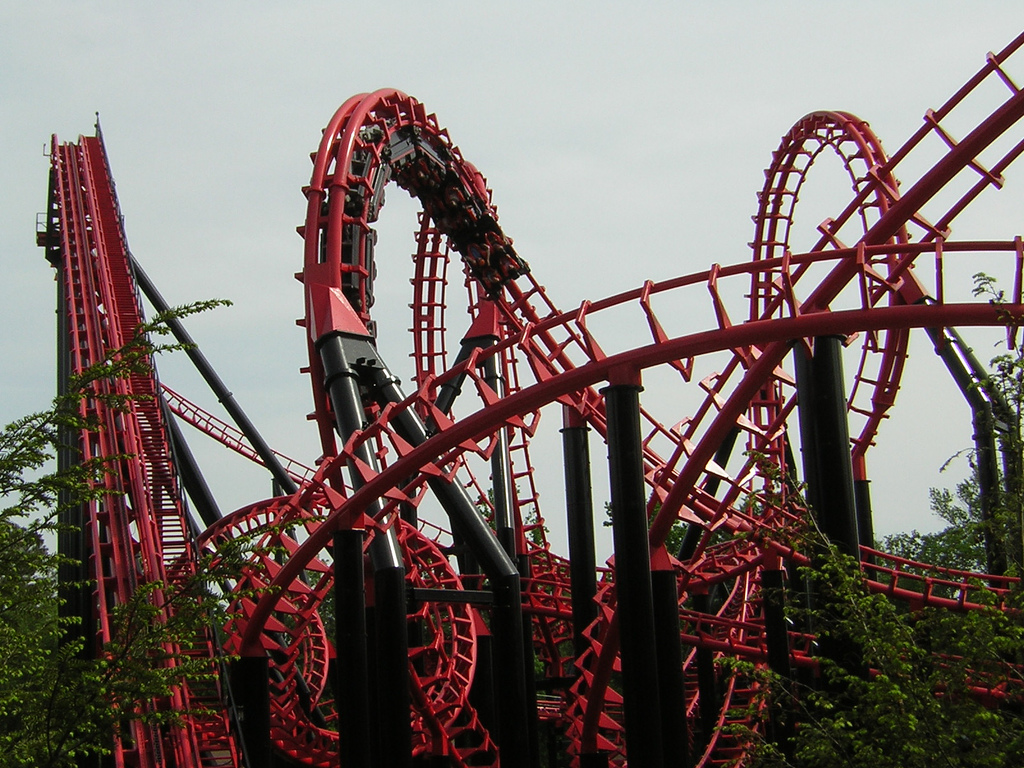
Ninja à Six Flags Over Georgia

#### Nouveautés
| Nom                                              | Type / Modèle             | Constructeur                          | Parc                            | Pays         |
| ------------------------------------------------ | ------------------------- | ------------------------------------- | ------------------------------- | ------------ |
| Batman: The Ride                                 | Inversées                 | Bolliger & Mabillard                  | Six Flags Great America         | États-Unis   |
| Big Thunder Mountain                             | Train de la mine          | Vekoma                                | Euro Disneyland                 | France       |
| Boomerang                                        | Navette / Boomerang       | Vekoma                                | Prater de Vienne                | Autriche     |
| Chenille                                         | Junior                    | Soquet                                | Jardin d'acclimatation          | France       |
| Coccinelle                                       | Junior / Tivoli           | Zierer                                | Walibi Aquitaine                | France       |
| Coccinelle des Andes devenu Coccinelle en 2011   | Junior / Tivoli           | Zierer                                | Walibi Rhône-Alpes              | France       |
| Colorado devenu Calamity Mine en 1997            | Train de la mine          | Vekoma                                | Walibi Wavre                    | Belgique     |
| Desert Storm                                     | Assises                   | Hopkins Rides                         | Castles N' Coasters             | États-Unis   |
| Drachen Fire                                     | Assises                   | Arrow                                 | Busch Gardens: The Old Country  | États-Unis   |
| Dragon Coaster                                   | E-Powered                 | Zamperla                              | Dorney Park & Wildwater Kingdom | États-Unis   |
| Eagle Fortress                                   | À véhicules suspendus     | Arrow                                 | Everland Resort                 | Corée du Sud |
| Explorer                                         | E-Powered / Blauer Enzian | Mack Rides                            | Mirabilandia                    | Italie       |
| Fantasy Coaster                                  | Assises                   | Meisho Amusement Machines             | Nara Dreamland                  | Japon        |
| Flitzer                                          | Métal                     | Zierer                                | Jenkinson Boardwalk             | États-Unis   |
| Fujin Raijin II                                  | Debout                    | Togo                                  | Expoland                        | Japon        |
| Gold Mine Train                                  | E-Powered                 | Mack Rides                            | Nigloland                       | France       |
| Hurricane                                        | Assises                   | S.D.C.                                | Santa Cruz Beach Boardwalk      | États-Unis   |
| Junior Dragon Coaster                            | E-Powered junior          |                                       | Camelot Theme Park              | Royaume-Uni  |
| Jupiter                                          | Bois                      | Intamin                               | Kijima Amusement Park           | Japon        |
| Katapult                                         | Assises / Katapult        | Anton Schwarzkopf                     | Linnanmäki                      | Finlande     |
| Mine Expressen                                   | Junior                    | Vekoma                                | Fårup Sommerland                | Danemark     |
| Patriot                                          | Assises                   | Hopkins Rides                         | Castles N' Coasters             | États-Unis   |
| Pepsi Ripsaw Devenu Pepsi Orange Streak en 2008  | Junior                    | Zierer                                | Knott's Camp Snoopy             | États-Unis   |
| Pied Piper Devenu Kiddee Koaster en 2011         | Assises / Katapult        | Anton Schwarzkopf                     | Six Flags Fiesta Texas          | États-Unis   |
| Rattler Devenu Iron Rattler en 2013              | Bois                      | Roller Coaster Corporation of America | Six Flags Fiesta Texas          | États-Unis   |
| Runaway Mine Train                               | E-Powered                 | Mack Rides                            | Alton Towers                    | Royaume-Uni  |
| Runaway Train                                    | E-Powered                 | Big Country Motioneering              | Paulton's Park                  | Royaume-Uni  |
| Scooby Zoom Devenu Great Pumpkin Coaster en 2010 | Junior                    | Miler Coaster (en)                    | Kings Island                    | États-Unis   |
| Sierra Tonante                                   | Bois                      | William Cobb                          | Mirabilandia                    | Italie       |
| Sky Princess Devenu Kingdom Coaster en 2007      | Bois                      | Custom Coasters International         | Dutch Wonderland                | États-Unis   |
| Speed Bobsleigh                                  | Assises / Jet Star 2      | Anton Schwarzkopf                     | Nasu Highland Park              | Japon        |
| Vortex                                           | Debout                    | Bolliger & Mabillard                  | Carowinds                       | États-Unis   |
| Zyklon                                           | Assises / Z47             | Pinfari                               | Magic Springs and Crystal Falls | États-Unis   |

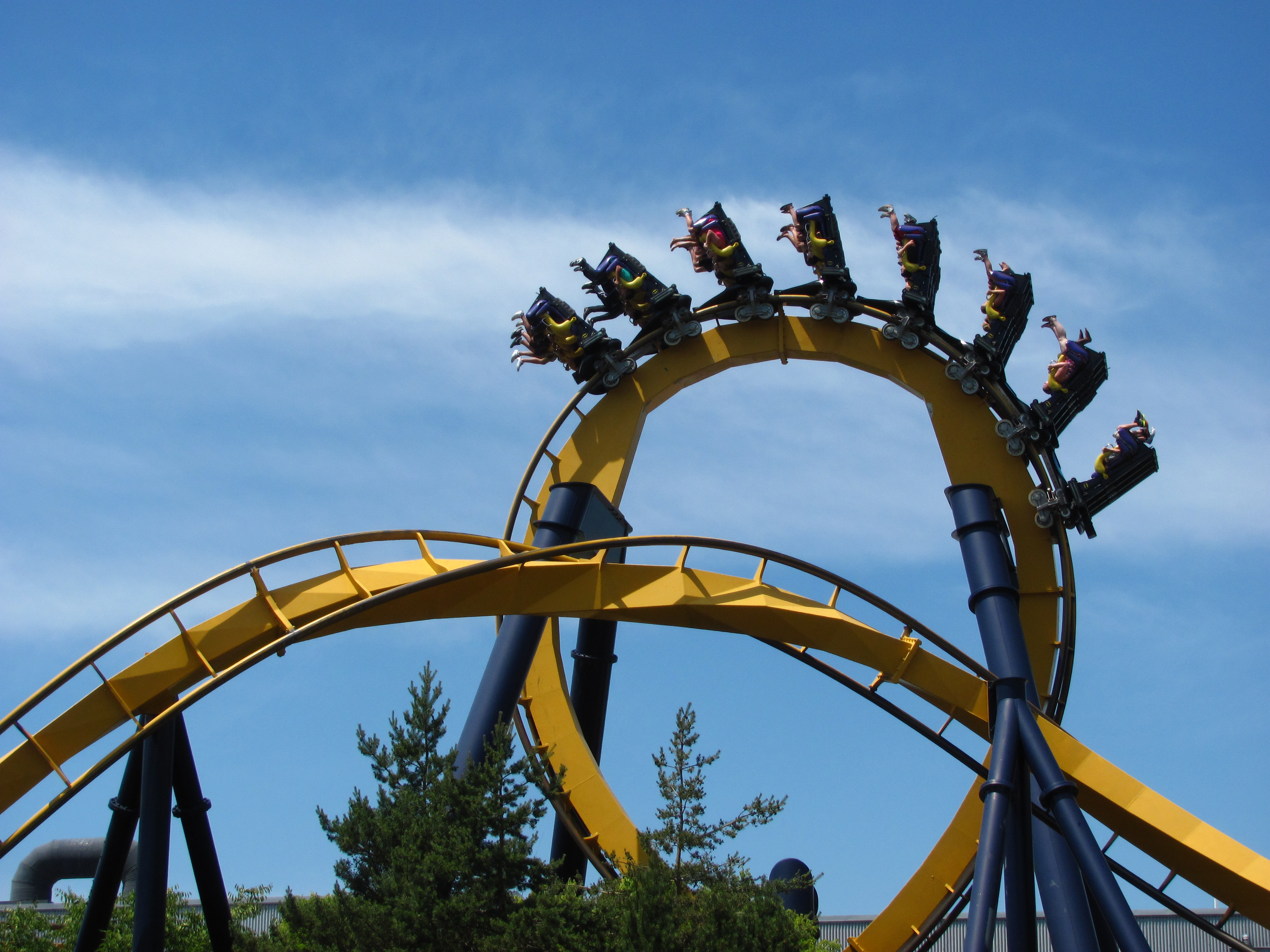
Batman: The Ride à Six Flags Great America
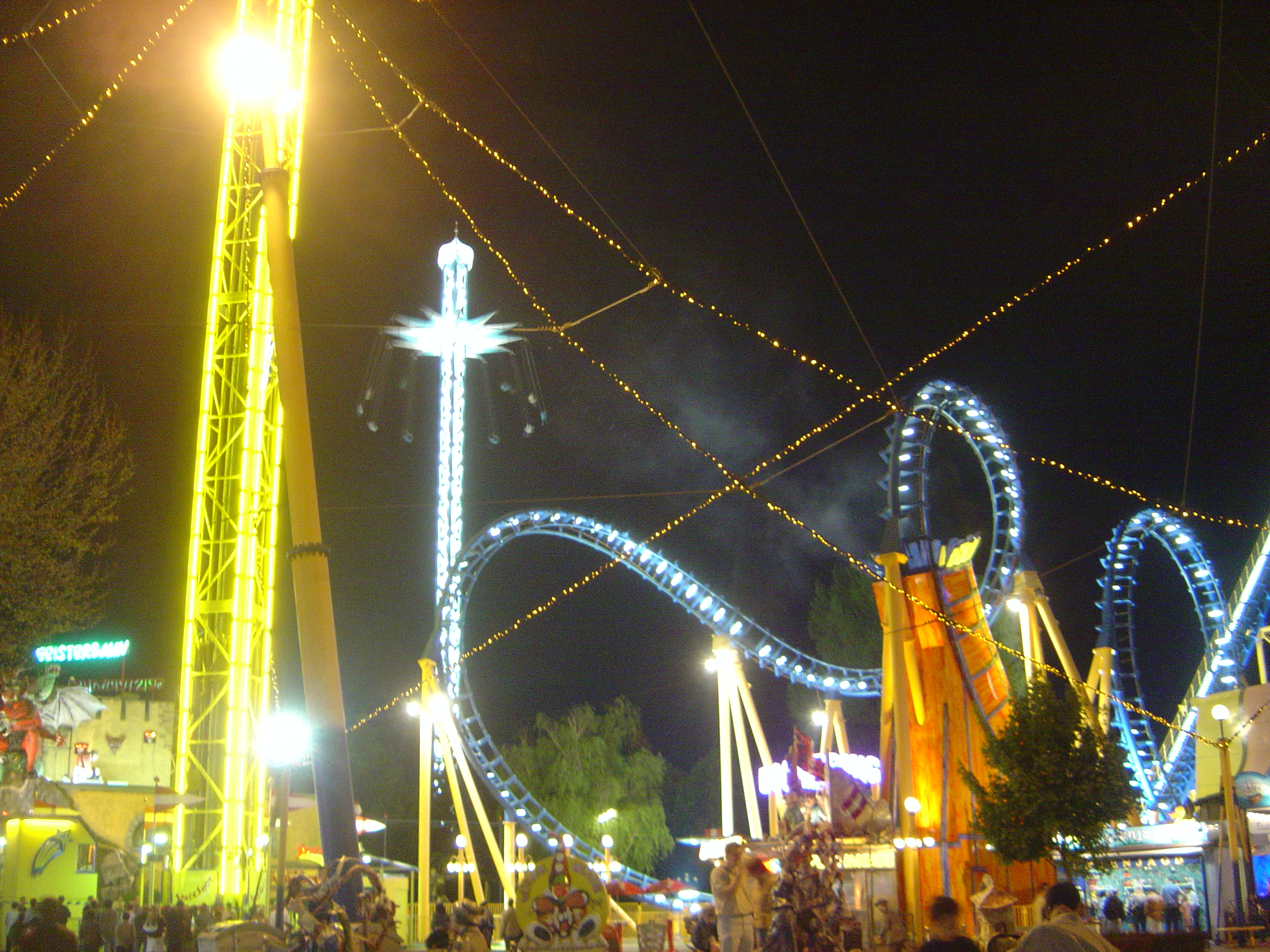
Boomerang au Prater de Vienne
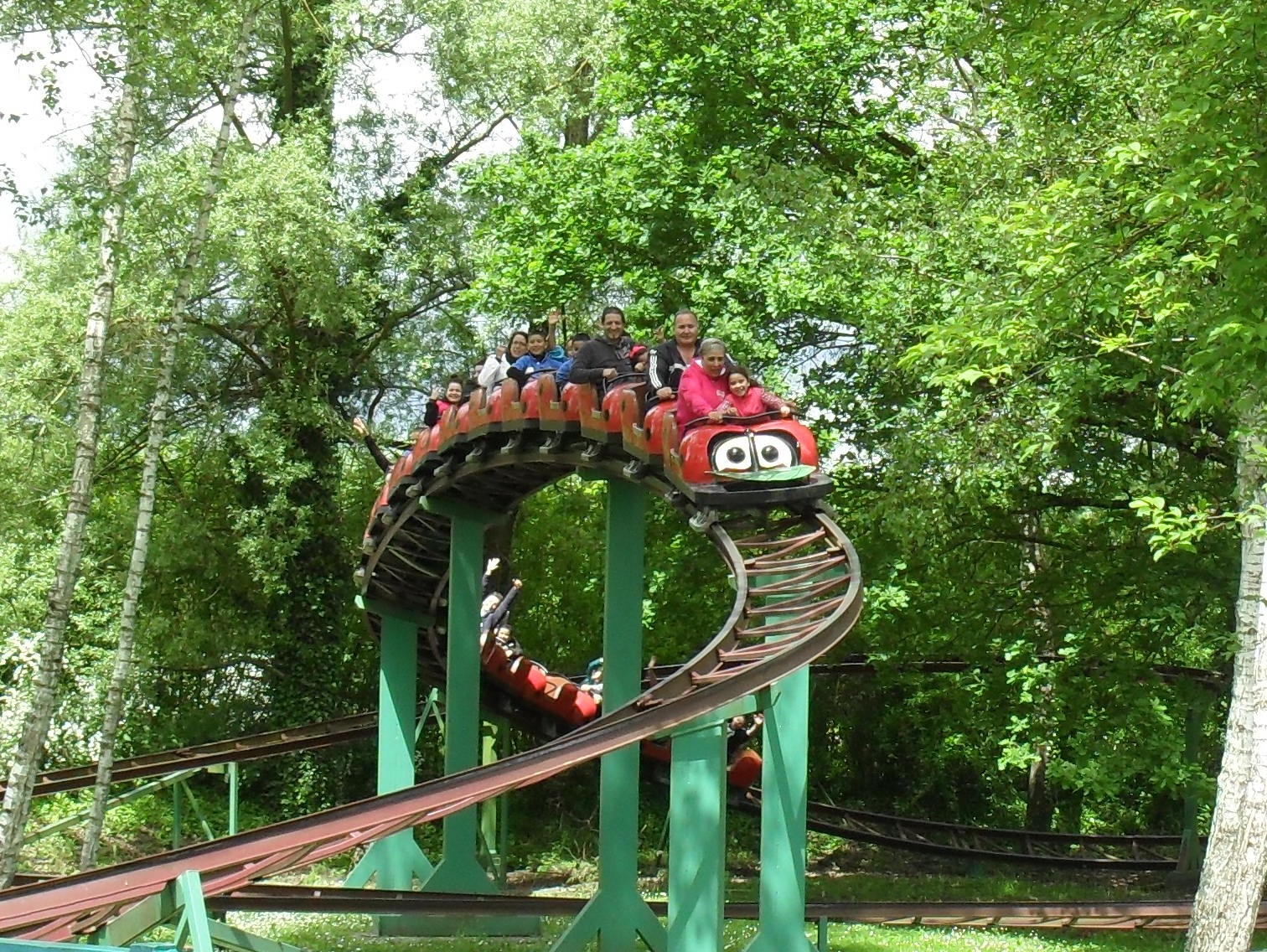
Coccinelle des Andes à Walibi Rhône-Alpes
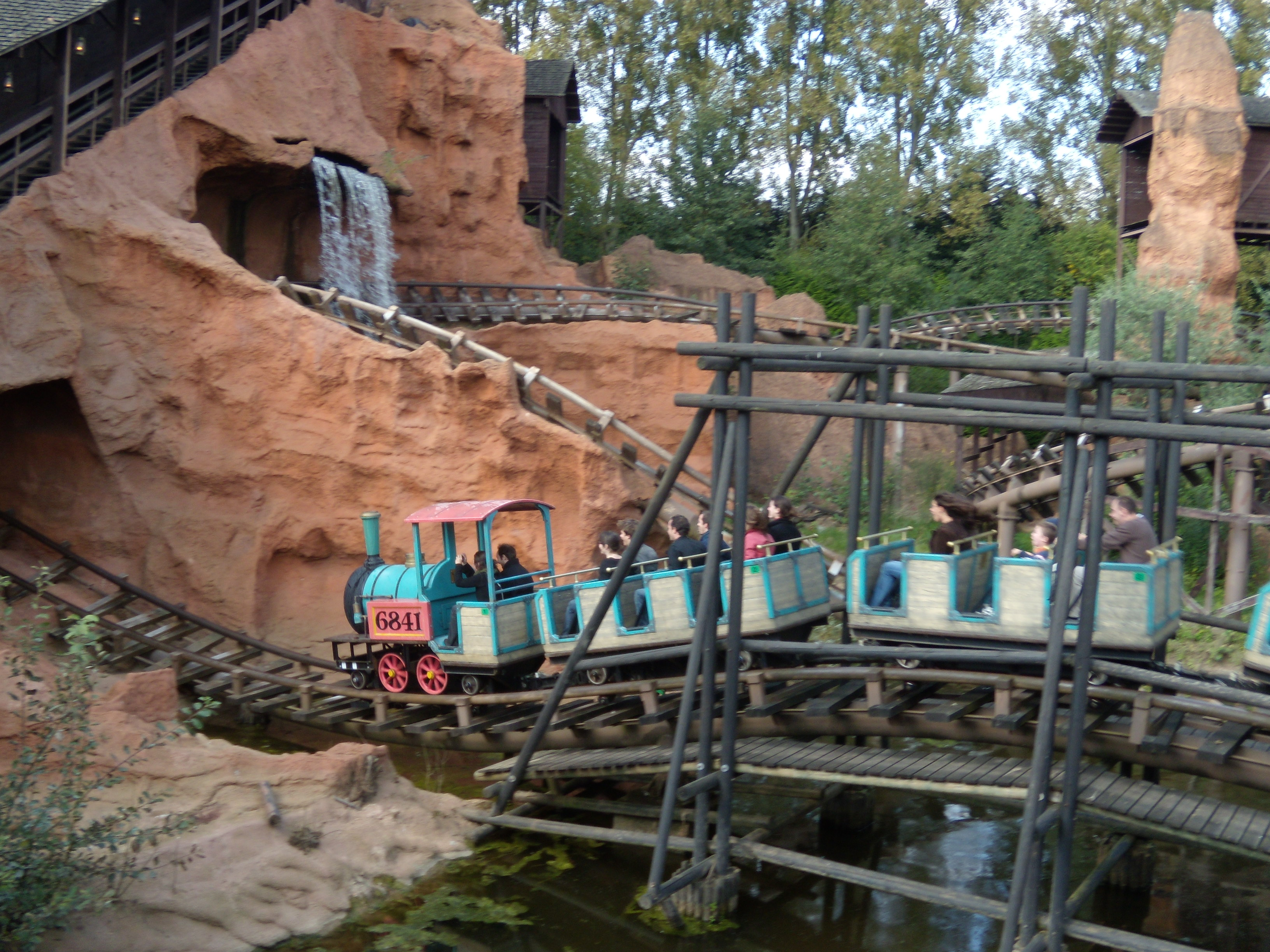
Colorado à Walibi Wavre
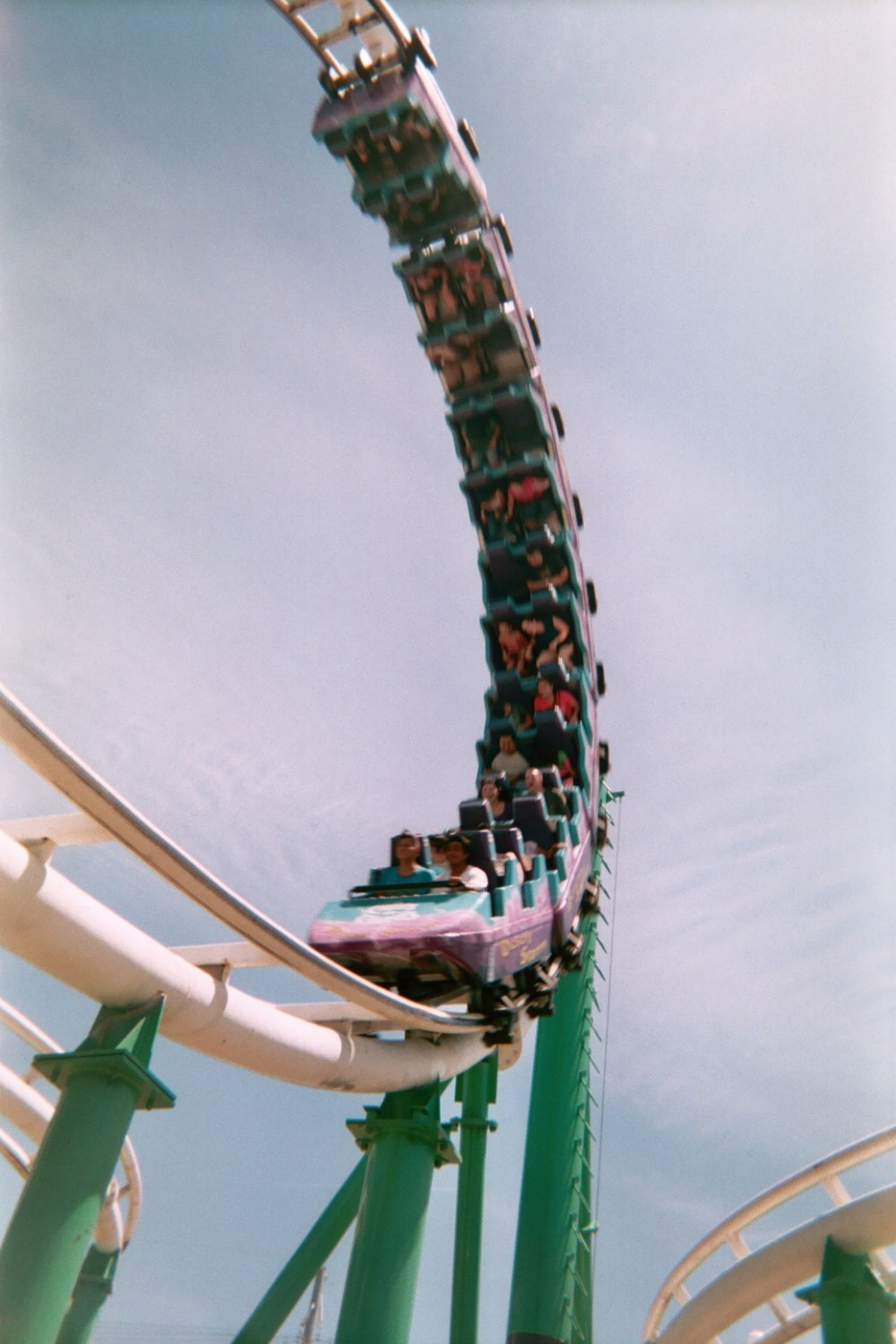
Desert Storm à Castles N' Coasters
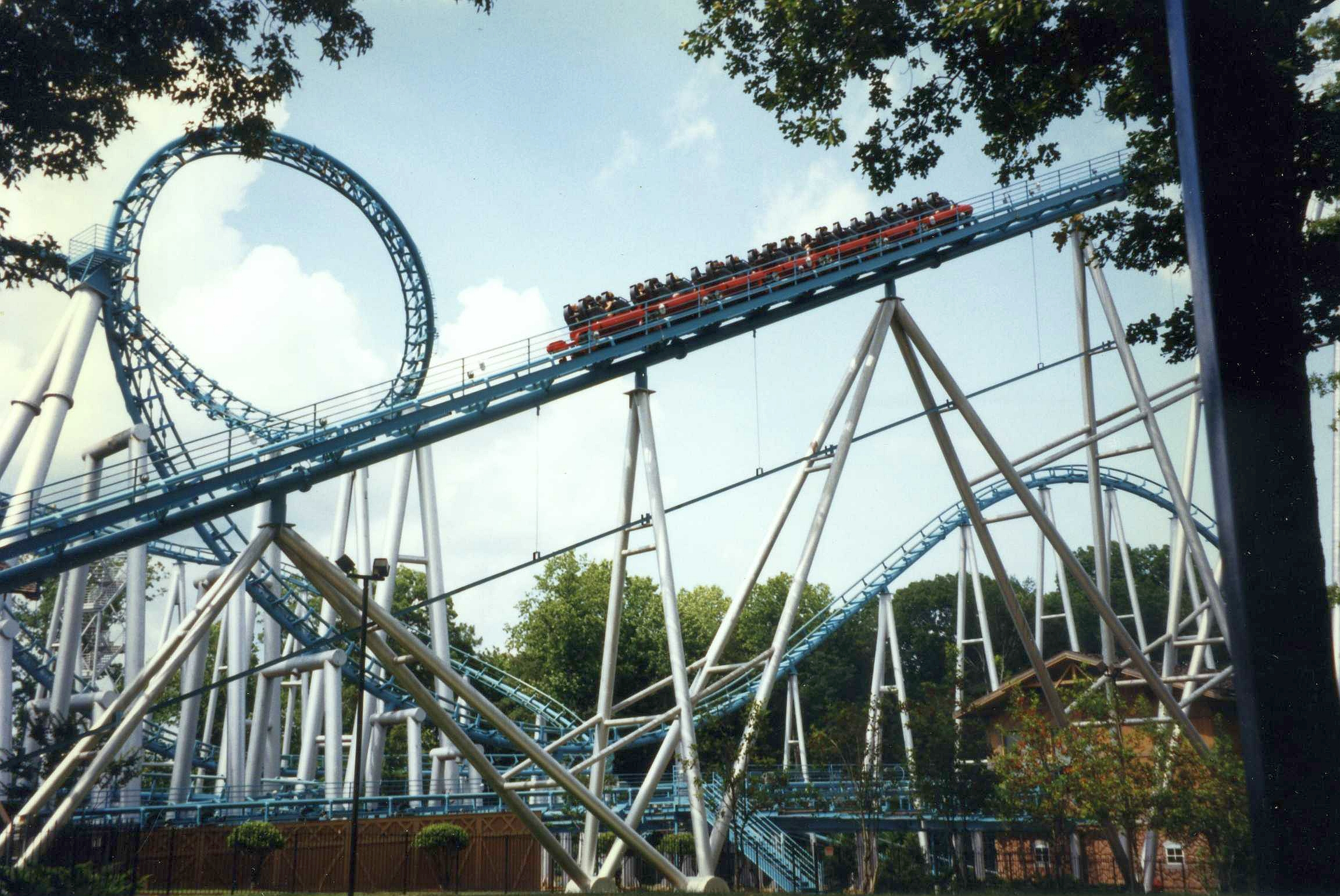
Drachen Fire à Busch Gardens: The Old Country
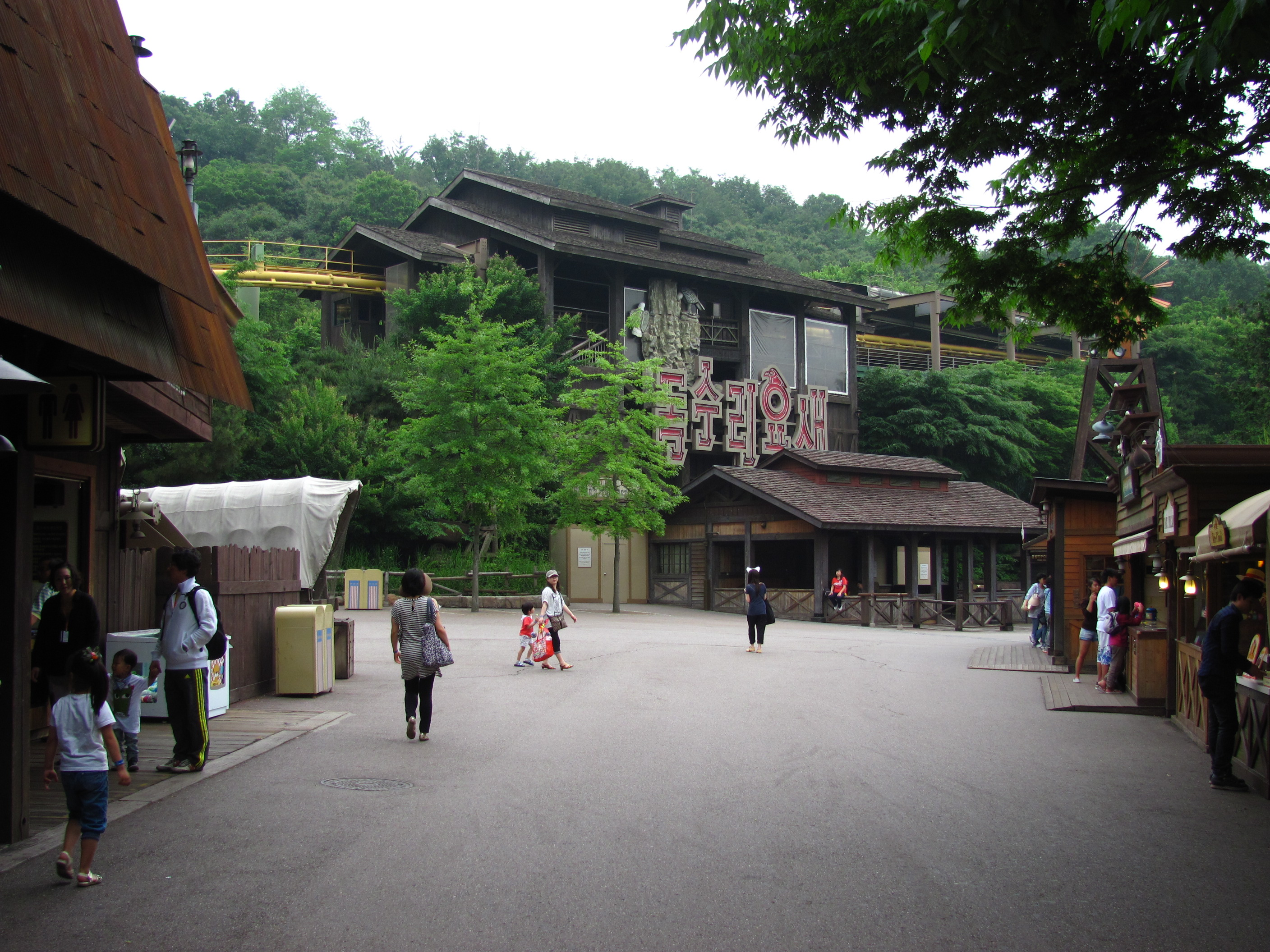
Eagle Fortress à Everland Resort
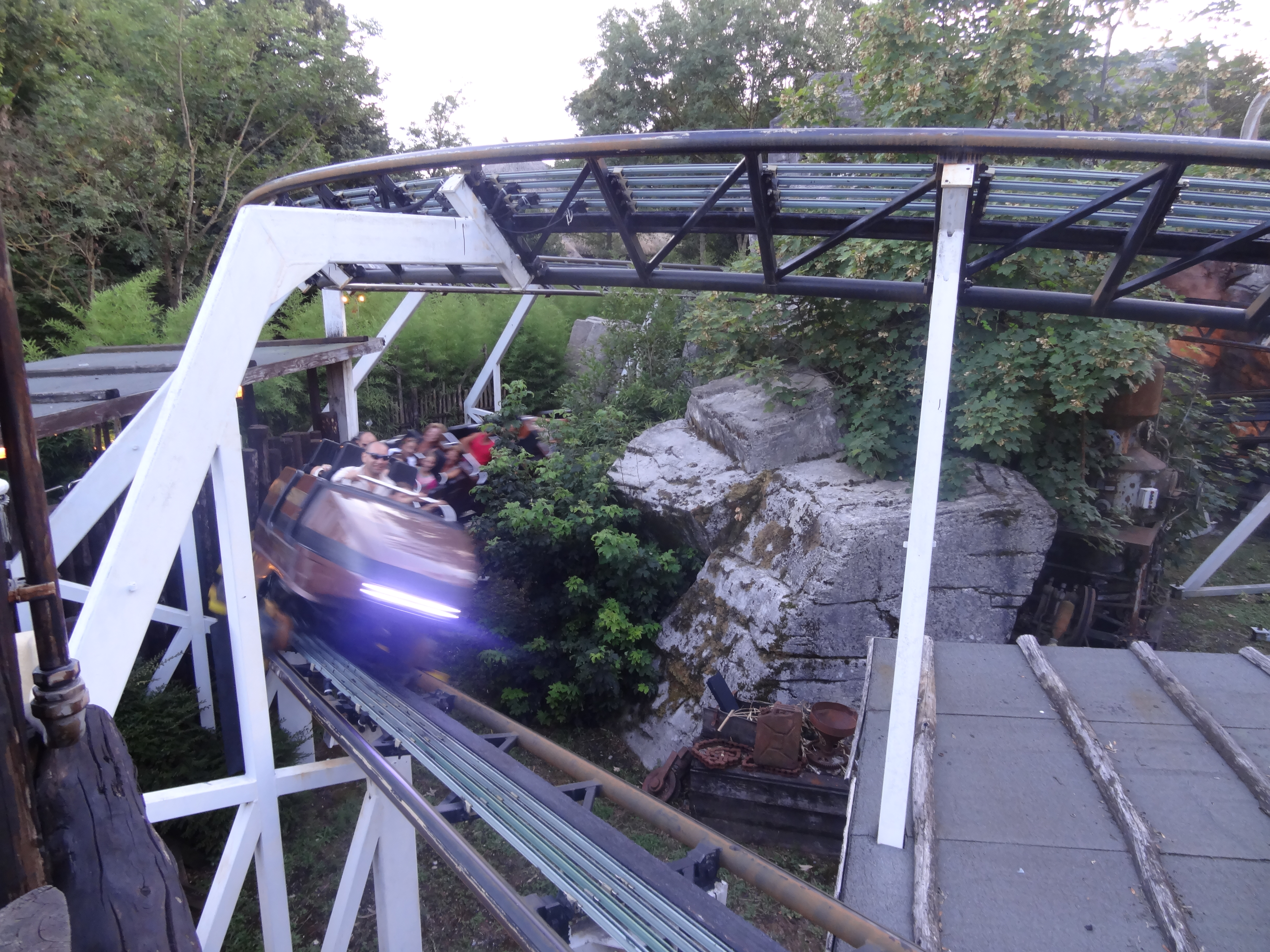
Explorer à Mirabilandia
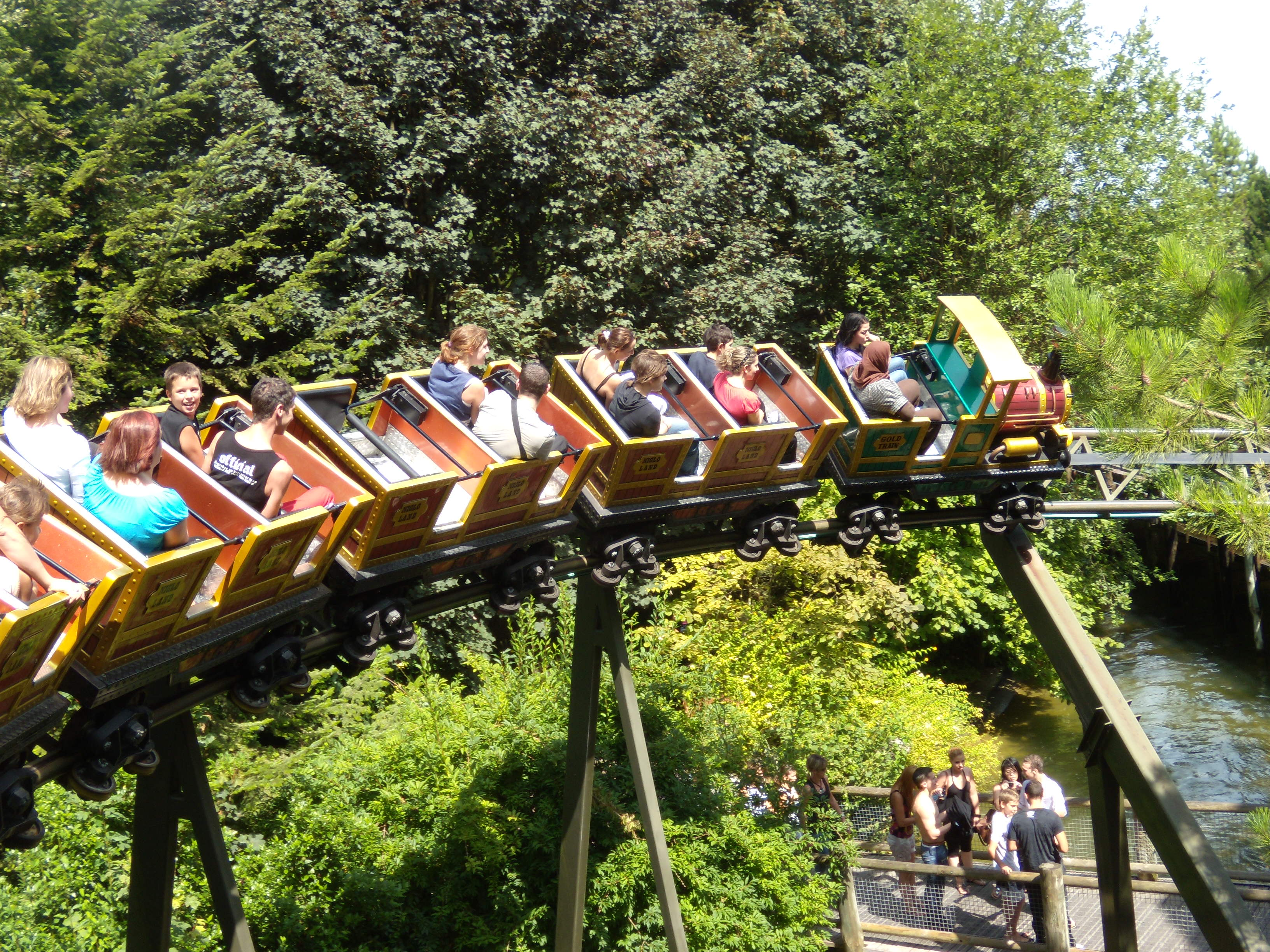
Gold Mine Train à Nigloland
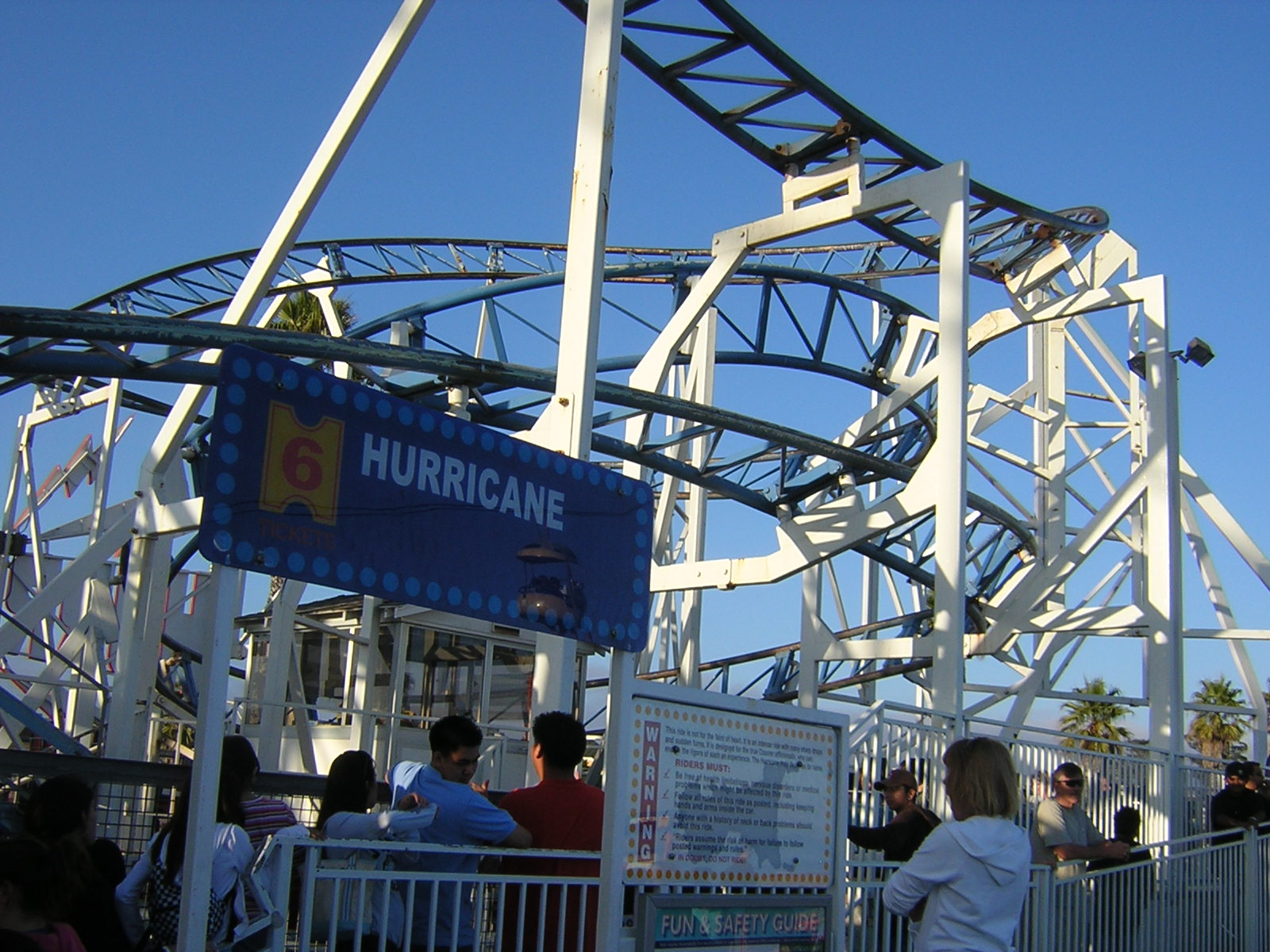
Hurricane à Santa Cruz Beach Boardwalk
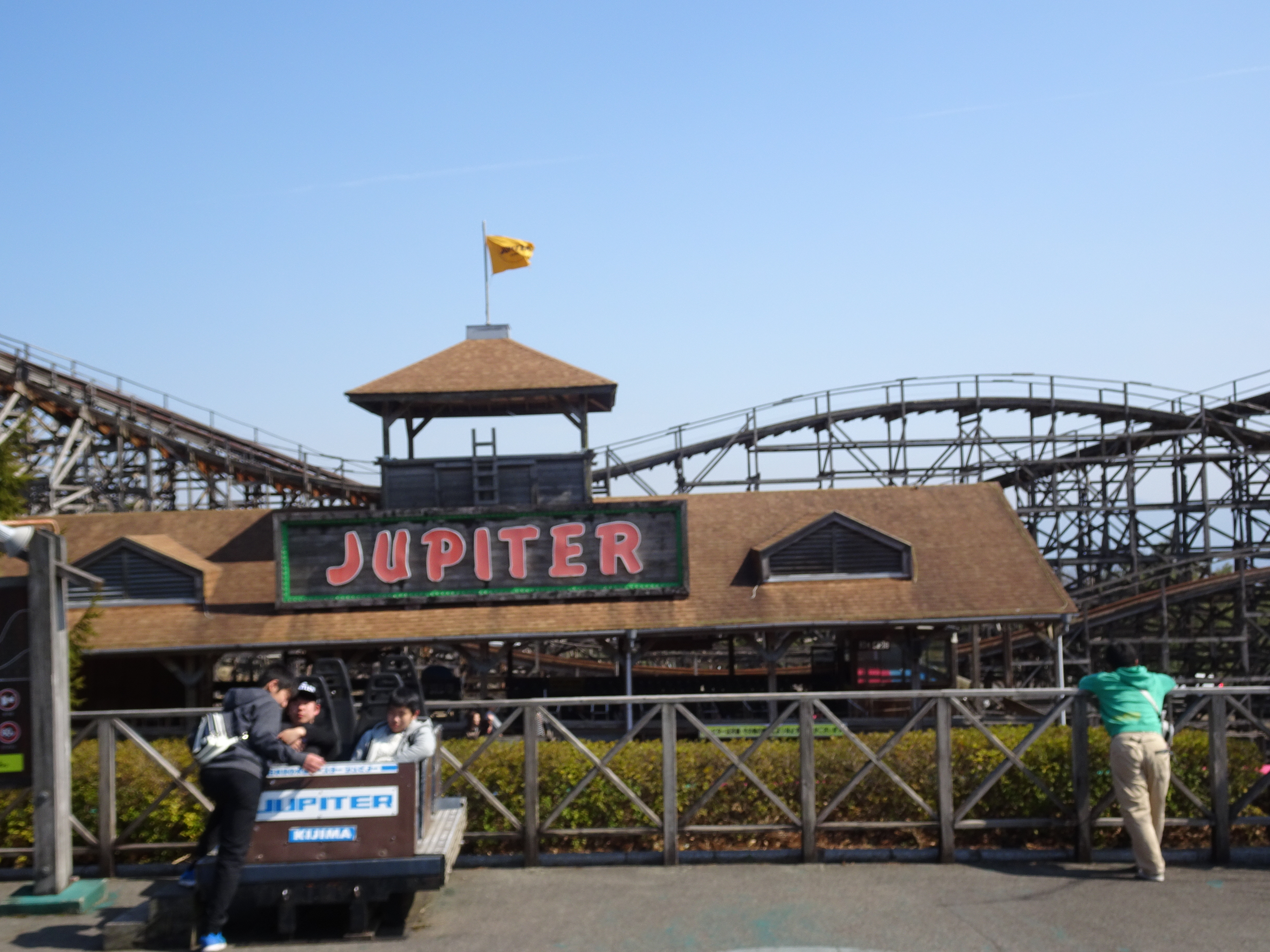
Jupiter à Kijima Amusement Park
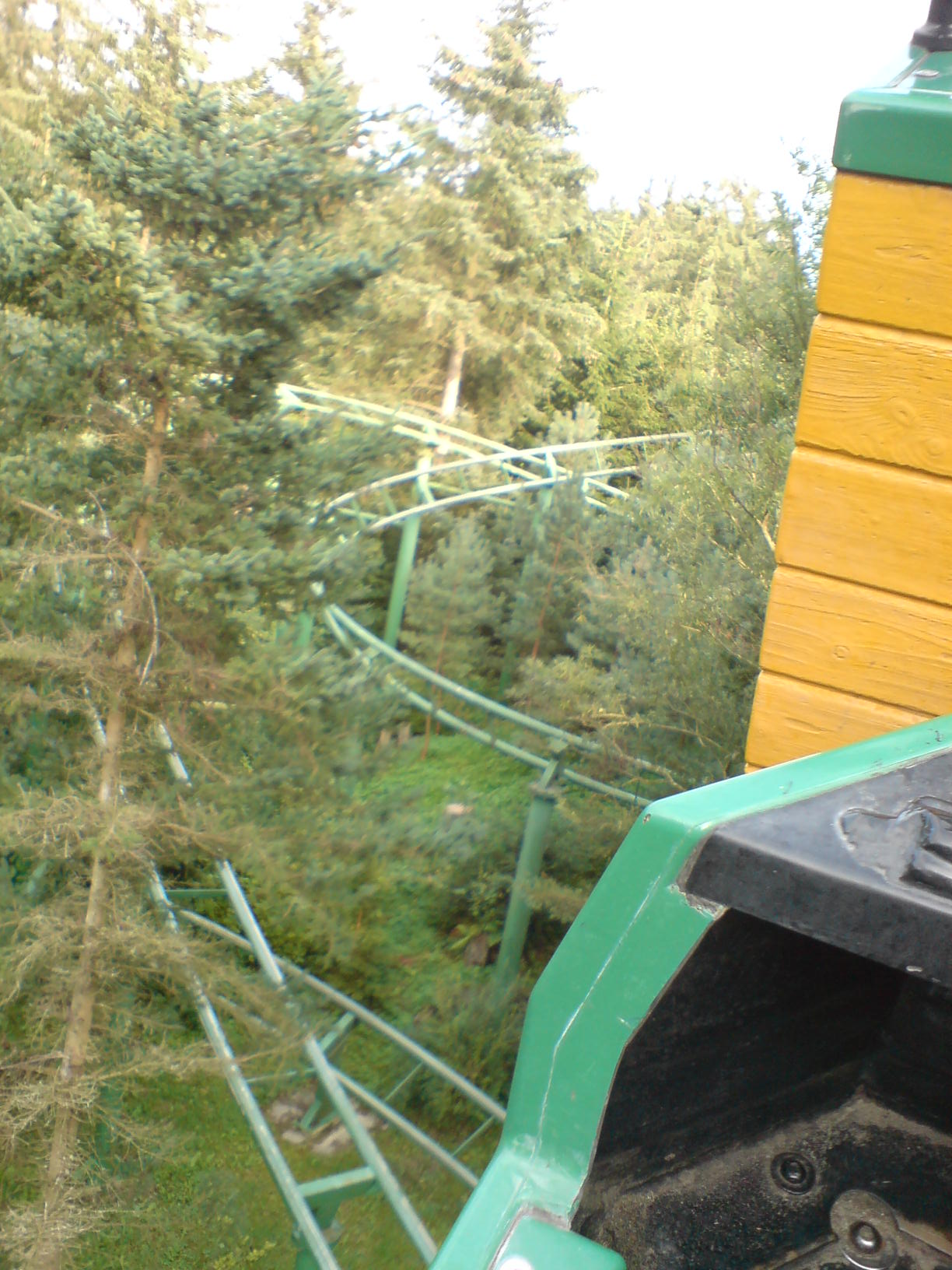
Mine Expressen à Fårup Sommerland
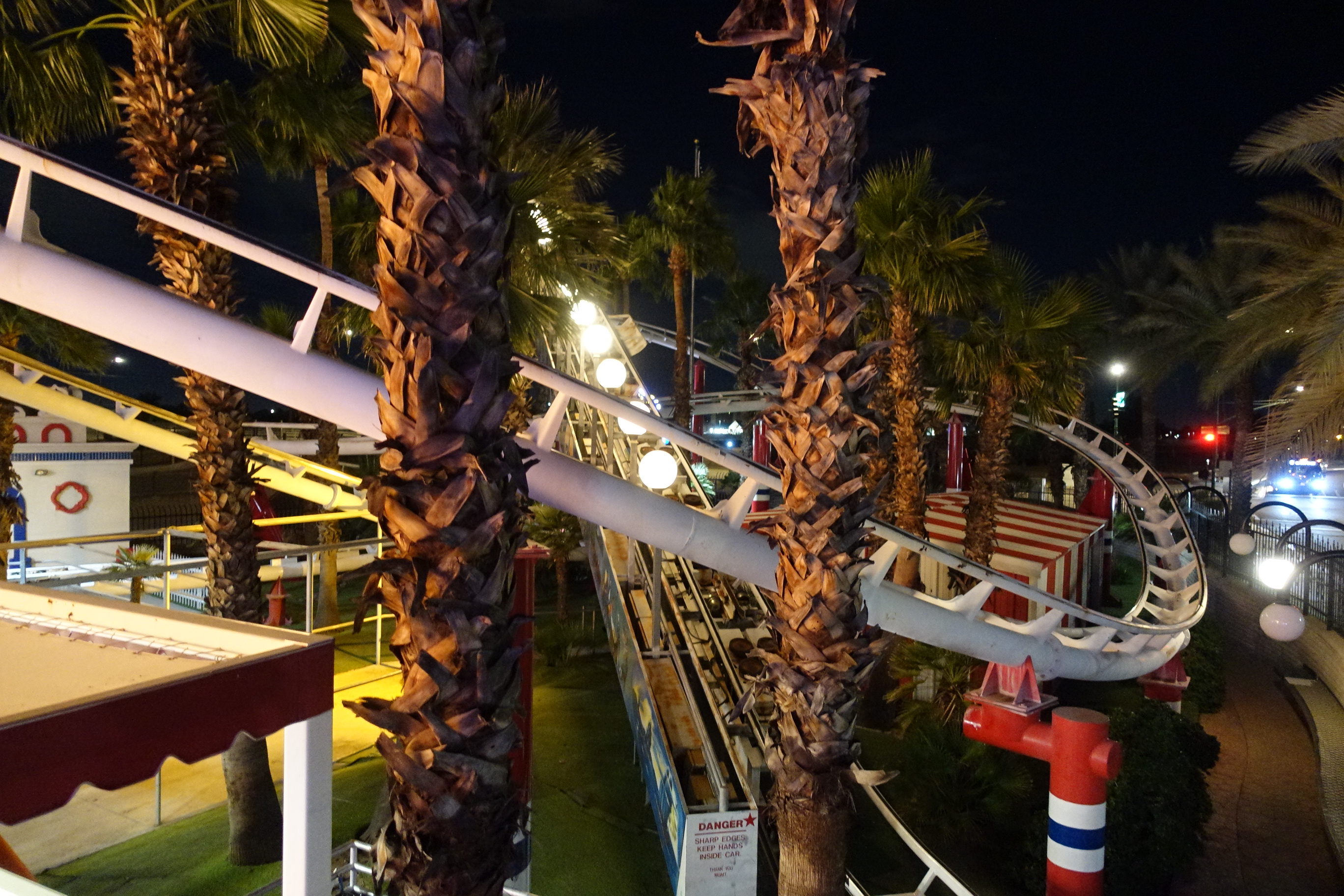
Patriot à Castles N' Coasters
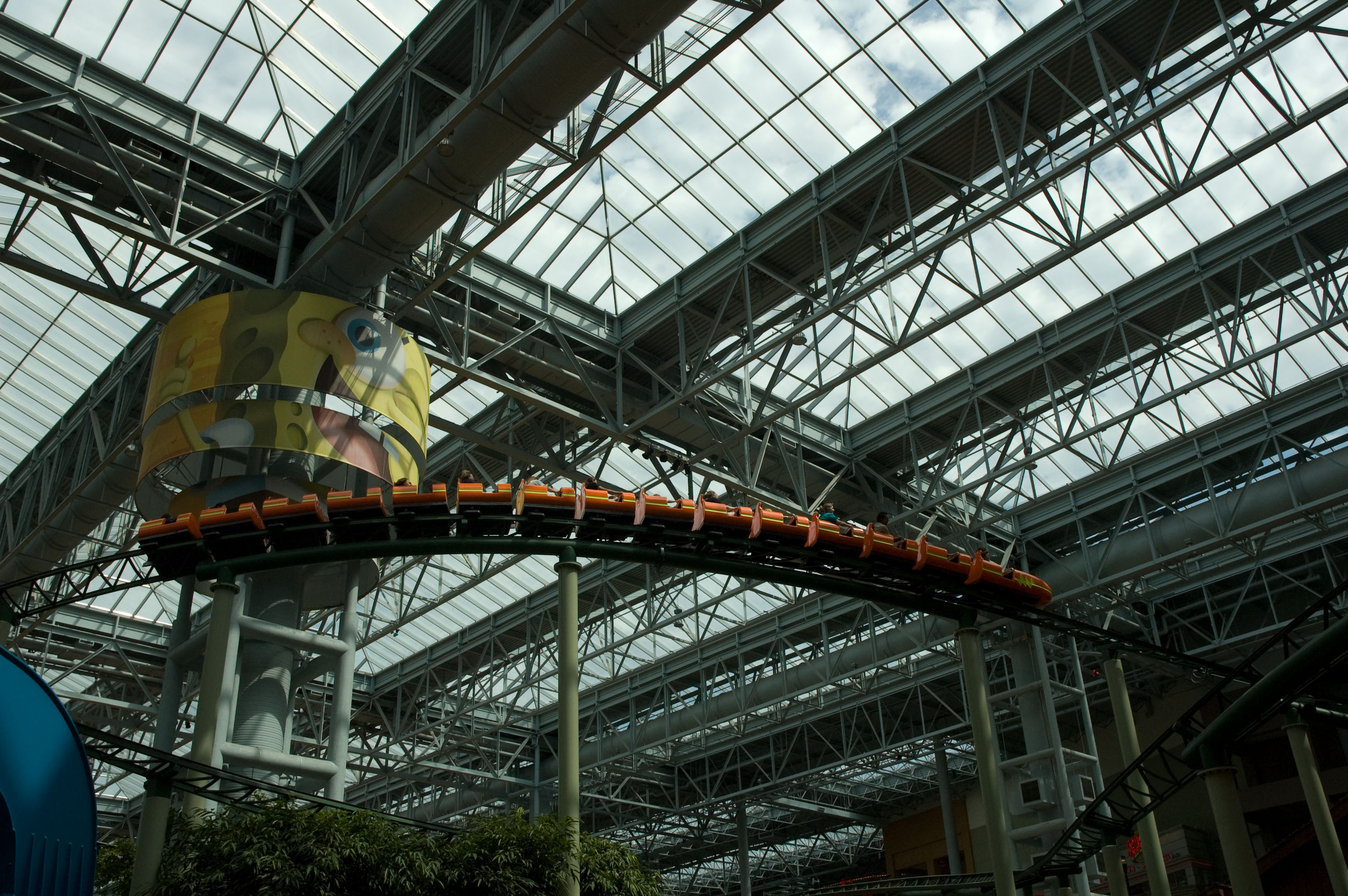
Pepsi Ripsaw à Knott's Camp Snoopy
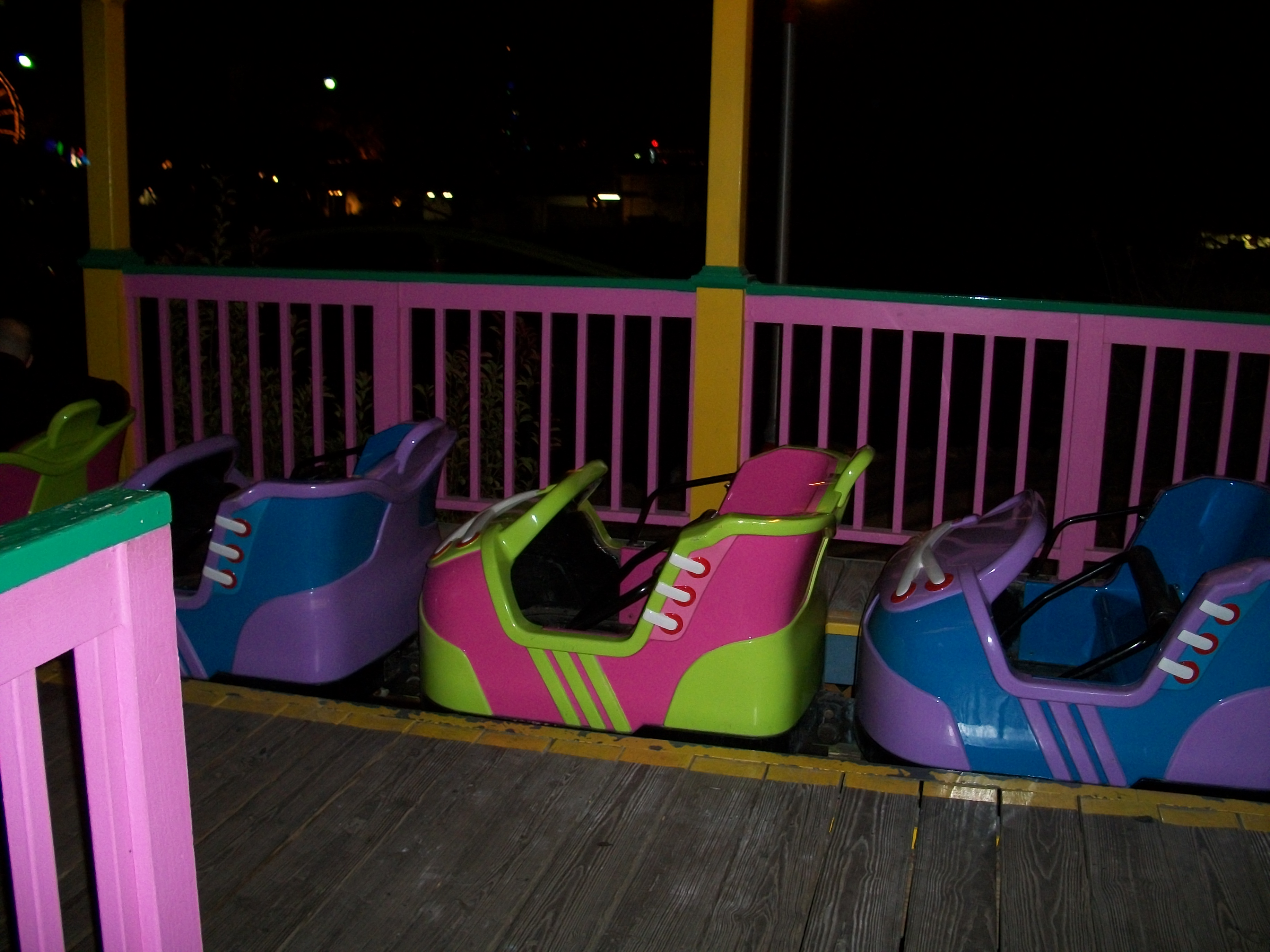
Pied Piper à Six Flags Fiesta Texas
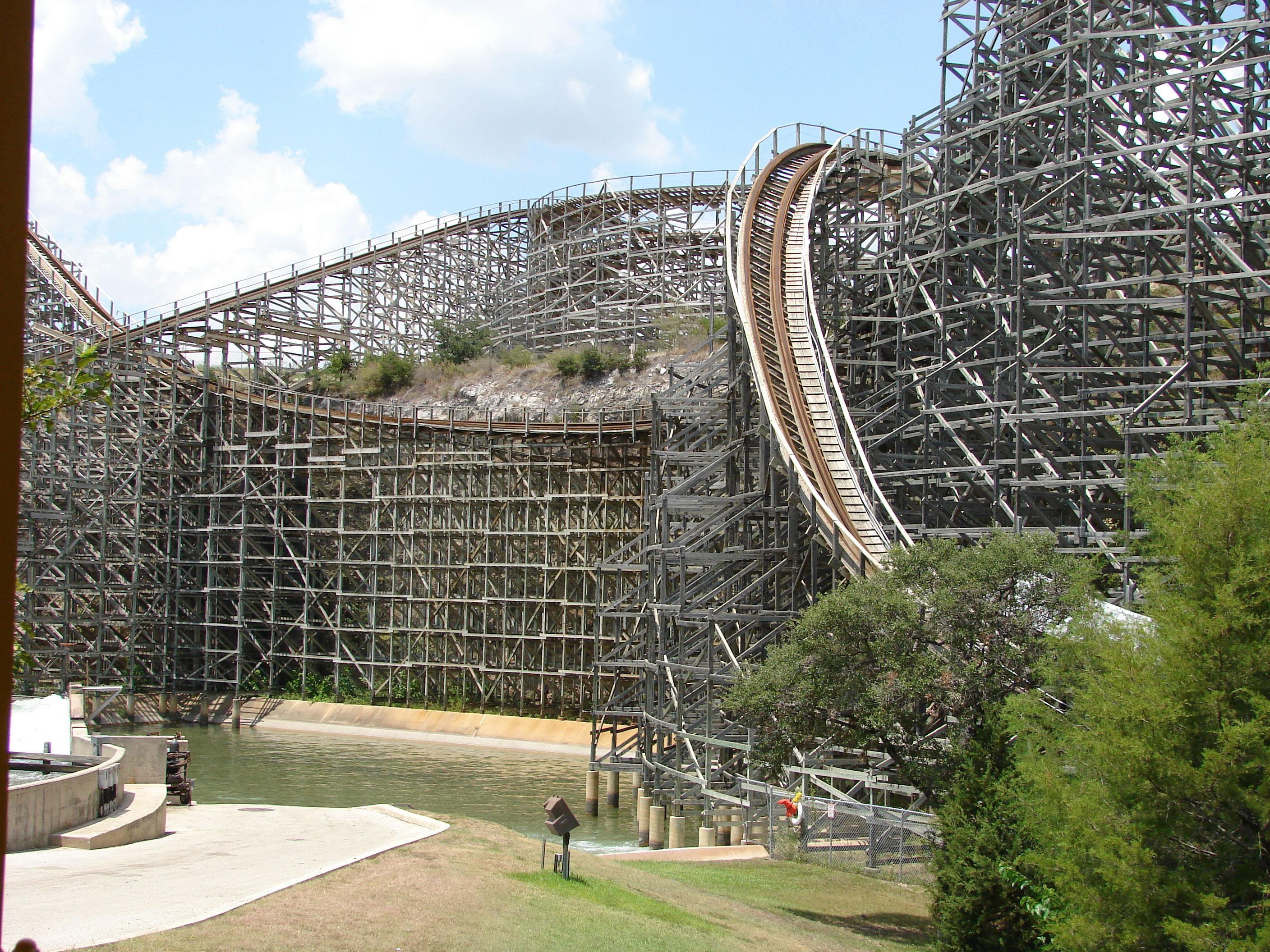
Rattler à Six Flags Fiesta Texas
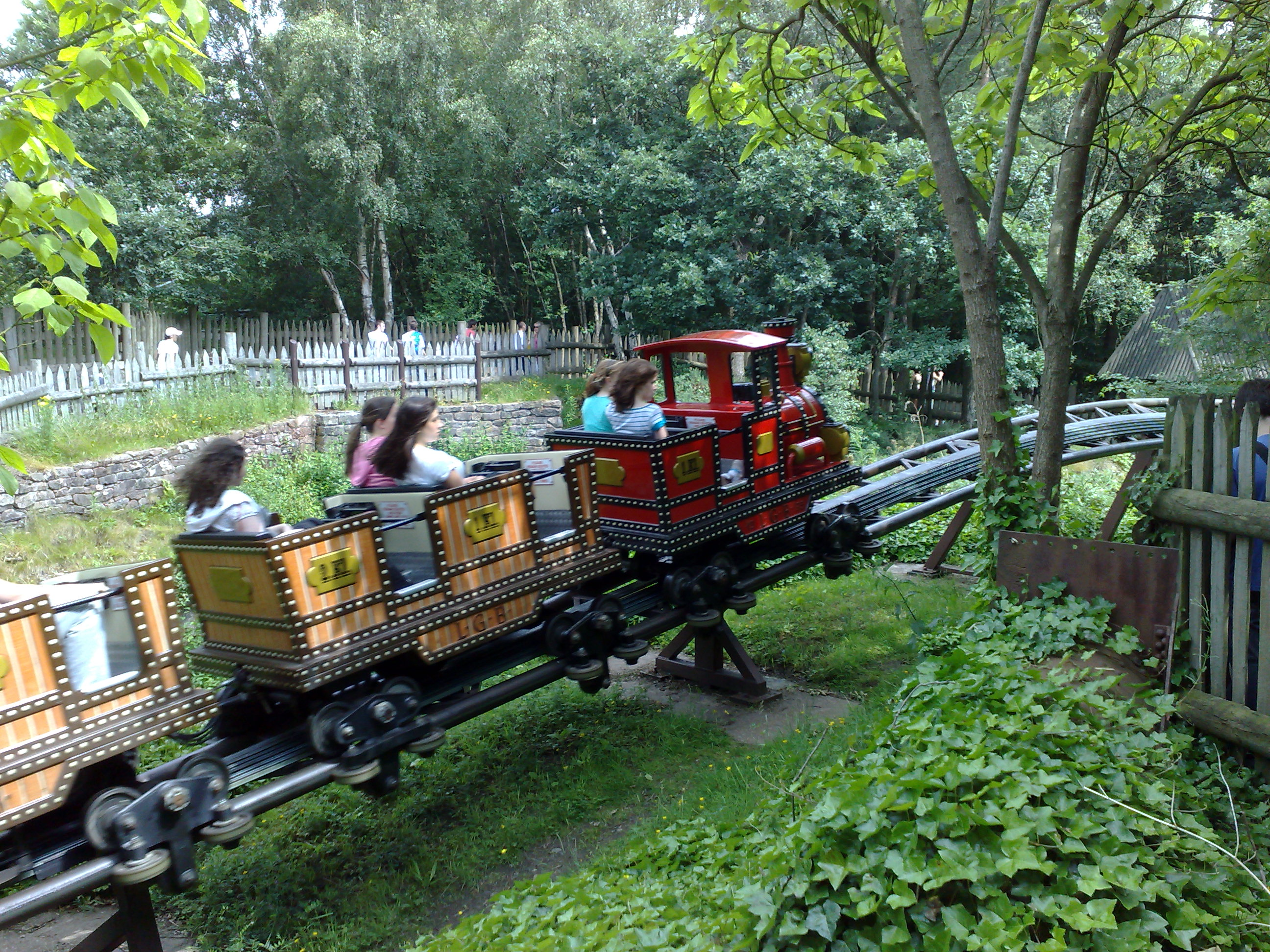
Runaway Mine Train à Alton Towers
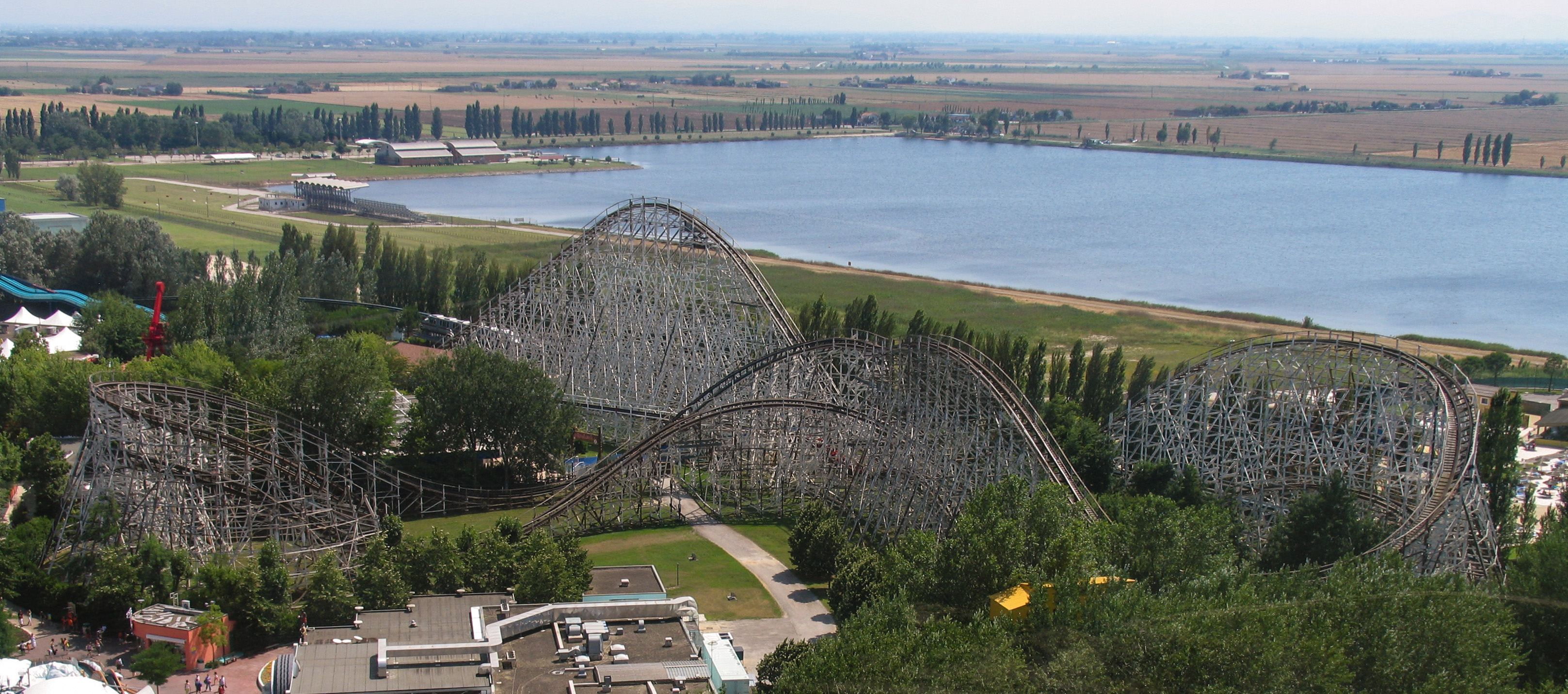
Sierra Tonante à Mirabilandia
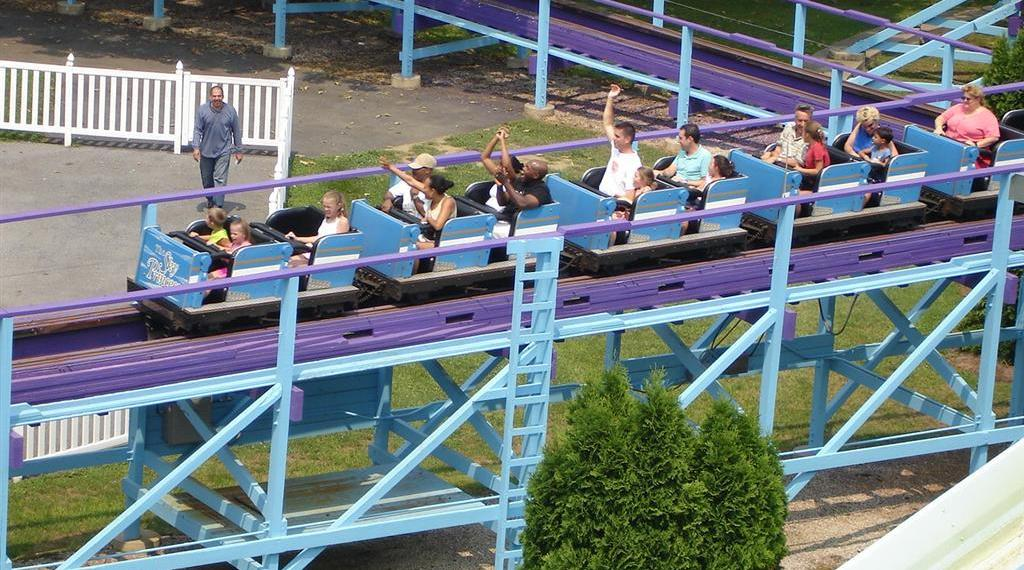
Sky Princess à Dutch Wonderland
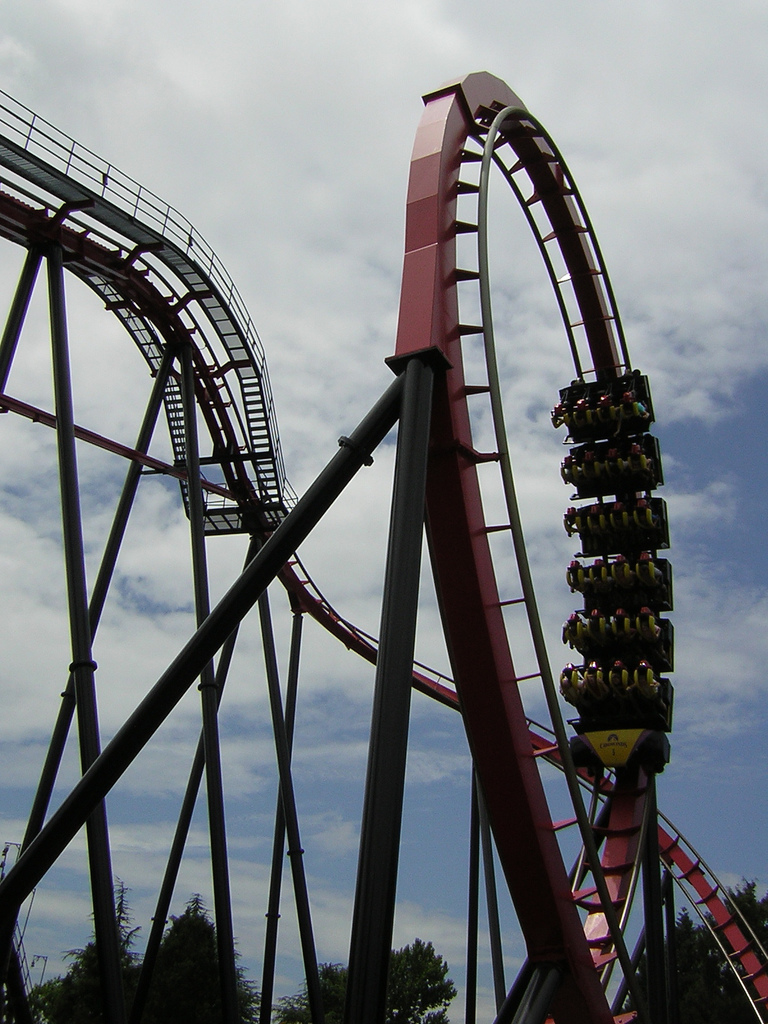
Vortex à Carowinds

### Autres attractions
| Nom                                             | Type / Modèle                | Constructeur             | Parc                                | Pays        |
| ----------------------------------------------- | ---------------------------- | ------------------------ | ----------------------------------- | ----------- |
| Aquachute Devenu Niagara Falls en 1994          | Toboggan aquatique           |                          | Flevohof                            | Pays-Bas    |
| Aquachutes                                      | Toboggan aquatique           | Van Egdom (nl)           | Walibi Aquitaine                    | France      |
| Backdraft                                       | Spectacle d'effets spéciaux  | Universal Creative       | Universal Studios Hollywood         | États-Unis  |
| Bateau Pirate                                   | Bateau à bascule             | Huss Rides               | Walibi Aquitaine                    | France      |
| Big Wheel                                       | Grande roue                  | Nauta Bussink            | Fort Fun Abenteuerland              | Allemagne   |
| Blanche-Neige et les Sept Nains                 | Parcours scénique            | Walt Disney Imagineering | Euro Disneyland                     | France      |
| Bounty                                          | Looping Starship             | Intamin                  | Walibi Wavre                        | Belgique    |
| Canoë Indien                                    | Bateau à bascule             | Zierer                   | OK Corral                           | France      |
| Carrusel Mágico                                 | Carrousel                    | Peter Petz               | Isla Mágica                         | Espagne     |
| Castaway Kids Jungle Adventure                  | Barque scénique              |                          | Six Flags Over Mid-America          | États-Unis  |
| Dumbo the Flying Elephant                       | Manège d'éléphants           | Walt Disney Imagineering | Euro Disneyland                     | France      |
| Fandango Devenu Chaises Volantes                | Chaises volantes             | Zamperla                 | Walibi Aquitaine                    | France      |
| I Corsari                                       | Croisière scénique           | Intamin                  | Gardaland                           | Italie      |
| Indiana River                                   | Bûches                       | Intamin                  | Bobbejaanland                       | Belgique    |
| It's a Small World                              | Croisière scénique           | Walt Disney Imagineering | Euro Disneyland                     | France      |
| Le Carrousel de Lancelot                        | Carrousel                    | Walt Disney Imagineering | Euro Disneyland                     | France      |
| Le Vol de Peter Pan                             | Parcours scénique suspendu   | Walt Disney Imagineering | Euro Disneyland                     | France      |
| Les Voyages de Pinocchio                        | Parcours scénique            | Walt Disney Imagineering | Euro Disneyland                     | France      |
| La Rivière Canadienne                           | Bûches                       | Soquet                   | Le Pal                              | France      |
| Log Chute                                       | Bûches                       | Hopkins Rides            | Knott's Camp Snoopy                 | États-Unis  |
| Mad Hatter's Tea Cups                           | Tasses                       | Walt Disney Imagineering | Euro Disneyland                     | France      |
| Moka Schtroumpf Devenu Tea Cup                  | Tasses                       | Mack Rides               | Walibi Schtroumpf                   | France      |
| Monsoon                                         | Shoot the Chute / Spillwater | Intamin                  | Worlds of Fun                       | États-Unis  |
| Mountain Rafting                                | Rivière rapide en bouées     | Intamin                  | Heide Park                          | Allemagne   |
| Orbitron, Machines Volantes                     | Manège d'avions              | Walt Disney Imagineering | Euro Disneyland                     | France      |
| Paysages d'Europe                               | Tow boat ride                | Intamin                  | Futuroscope                         | France      |
| Phantom Manor                                   | Parcours scénique            | Walt Disney Imagineering | Euro Disneyland                     | France      |
| Pieuvre des Caraïbes                            | Pieuvre                      | Anton Schwarzkopf        | Walibi Rhône-Alpes                  | France      |
| Pirates of the Caribbean                        | Croisière scénique           | Walt Disney Imagineering | Euro Disneyland                     | France      |
| Pirator Devenu Caribean boat                    | Bateau à bascule             | Huss Rides               | Walibi Schtroumpf                   | France      |
| Planet AQA                                      | Rivière rapide en bouées     | Hafema                   | Space World                         | Japon       |
| Power Surge                                     | Shoot the Chute / Spillwater | Intamin                  | Six Flags Fiesta Texas              | États-Unis  |
| Radja River                                     | Rivière rapide en bouées     | Intamin                  | Walibi Aquitaine                    | France      |
| Ripsaw Falls                                    | Bûches                       | Reverchon                | Attractiepark Slagharen             | Pays-Bas    |
| Rio Bravo                                       | Rivière rapide en bouées     | Intamin                  | Mirabilandia                        | Italie      |
| Río Salvaje                                     | Rivière rapide en bouées     | Intamin                  | Six Flags México                    | Mexique     |
| Rugrats Lost River                              | Bûches                       | Arrow Dynamics           | Blackpool Pleasure Beach            | Royaume-Uni |
| Santa Fe express                                | Train panoramique            |                          | Spreepark                           | Allemagne   |
| Splash Mountain                                 | Bûches                       | Walt Disney Imagineering | Magic Kingdom                       | États-Unis  |
| Splash Mountain                                 | Bûches                       | Walt Disney Imagineering | Tokyo Disneyland                    | Japon       |
| Star Tours                                      | Cinéma dynamique             | Walt Disney Imagineering | Euro Disneyland                     | France      |
| Tam Tam Tour                                    | Tow boat ride                |                          | Walygator Aquitaine                 | France      |
| Tam Tam Tour Devenu Tam Tam Aventure            | Tow boat ride                | Soquet                   | Walibi Rhône-Alpes                  | France      |
| Tea Cup                                         | Tasses                       | Mack Rides               | Walibi Aquitaine                    | France      |
| Teufels Fässer                                  | Bûches                       | Mack Rides               | Holiday Park                        | Allemagne   |
| The Gully Washer                                | Rivière rapide en bouées     | Intamin                  | Six Flags Fiesta Texas              | États-Unis  |
| The Haunted House                               | Parcours scénique            | Mack Rides               | Alton Towers                        | Royaume-Uni |
| The Quake                                       | Waikiki Wave                 | Vekoma                   | Kentucky Kingdom                    | États-Unis  |
| The Wave                                        | Shoot the Chute              | Hopkins Rides            | Valleyfair                          | États-Unis  |
| Tidal Wave                                      | Shoot the Chute              | Hopkins Rides            | Misaki Park                         | Japon       |
| Top Spin                                        | Top Spin                     | Huss Rides               | Heide Park                          | Allemagne   |
| Vieux Tacots Devenu Melody Road                 | Circuits de tacots           | Soquet                   | Walibi Aquitaine                    | France      |
| Vieux Tacots Devenu Melody Road                 | Circuits de tacots           | Soquet                   | Walibi Rhône-Alpes                  | France      |
| Visionarium                                     | Cinéma à 360°                | Walt Disney Imagineering | Euro Disneyland                     | France      |
| Waikiki Wave                                    | Waikiki Wave                 | Vekoma                   | Formosan Aboriginal Culture Village | Taïwan      |
| Waligator Devenu Rivière sauvage                | Bûches                       | Soquet                   | Walibi Schtroumpf                   | France      |
| Wave Swinger Devenu Piccolini, puis Super Swing | Chaises volantes             | Zierer                   | Flevohof                            | Pays-Bas    |
| White Water Landing                             | Shoot the Chute              | Arrow Dynamics           | Dorney Park & Wildwater Kingdom     | États-Unis  |
| Wild Arctic                                     | Simulateur                   | Reflectone               | SeaWorld Orlando                    | États-Unis  |

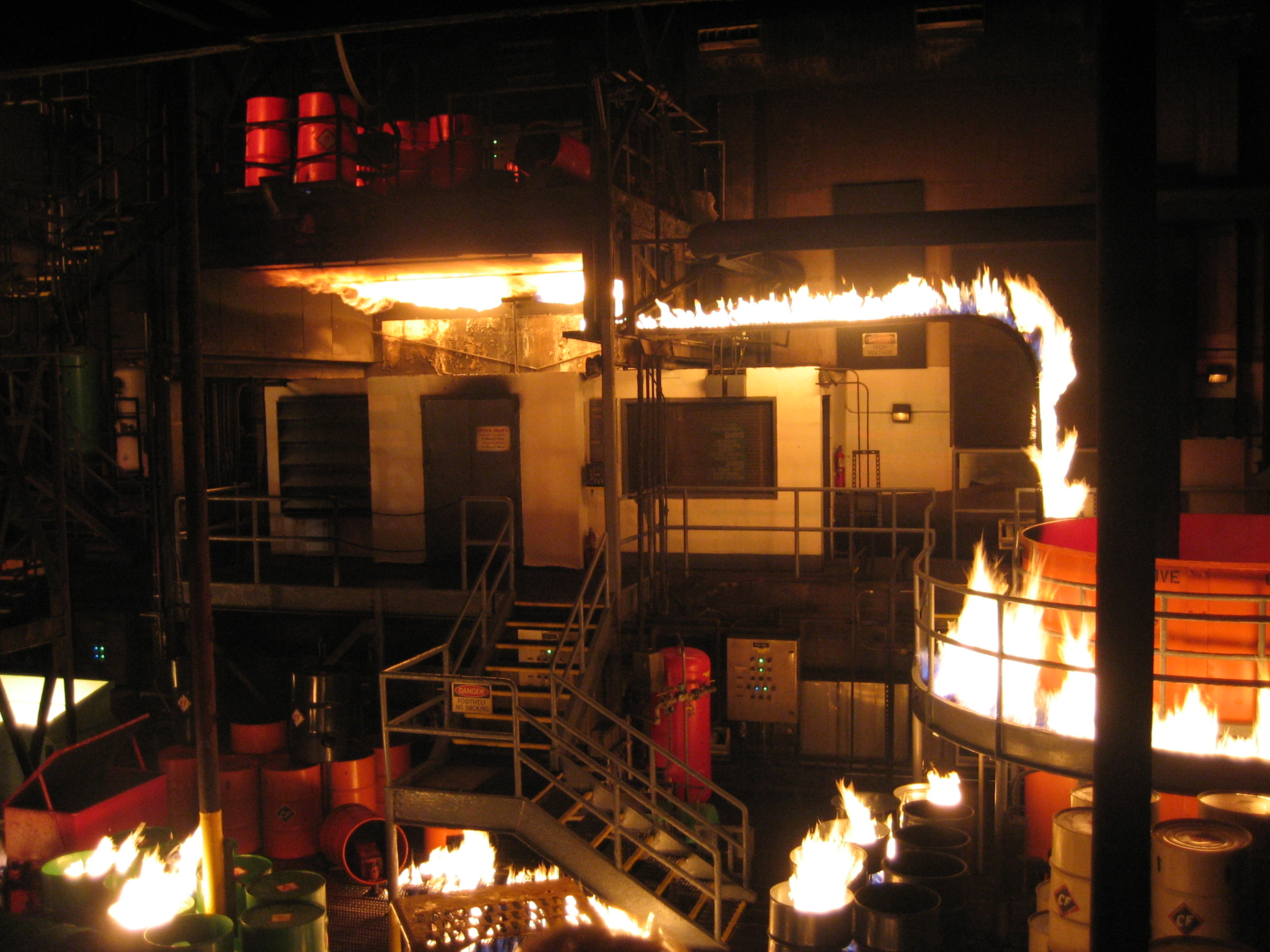
Backdraft à Universal Studios Hollywood
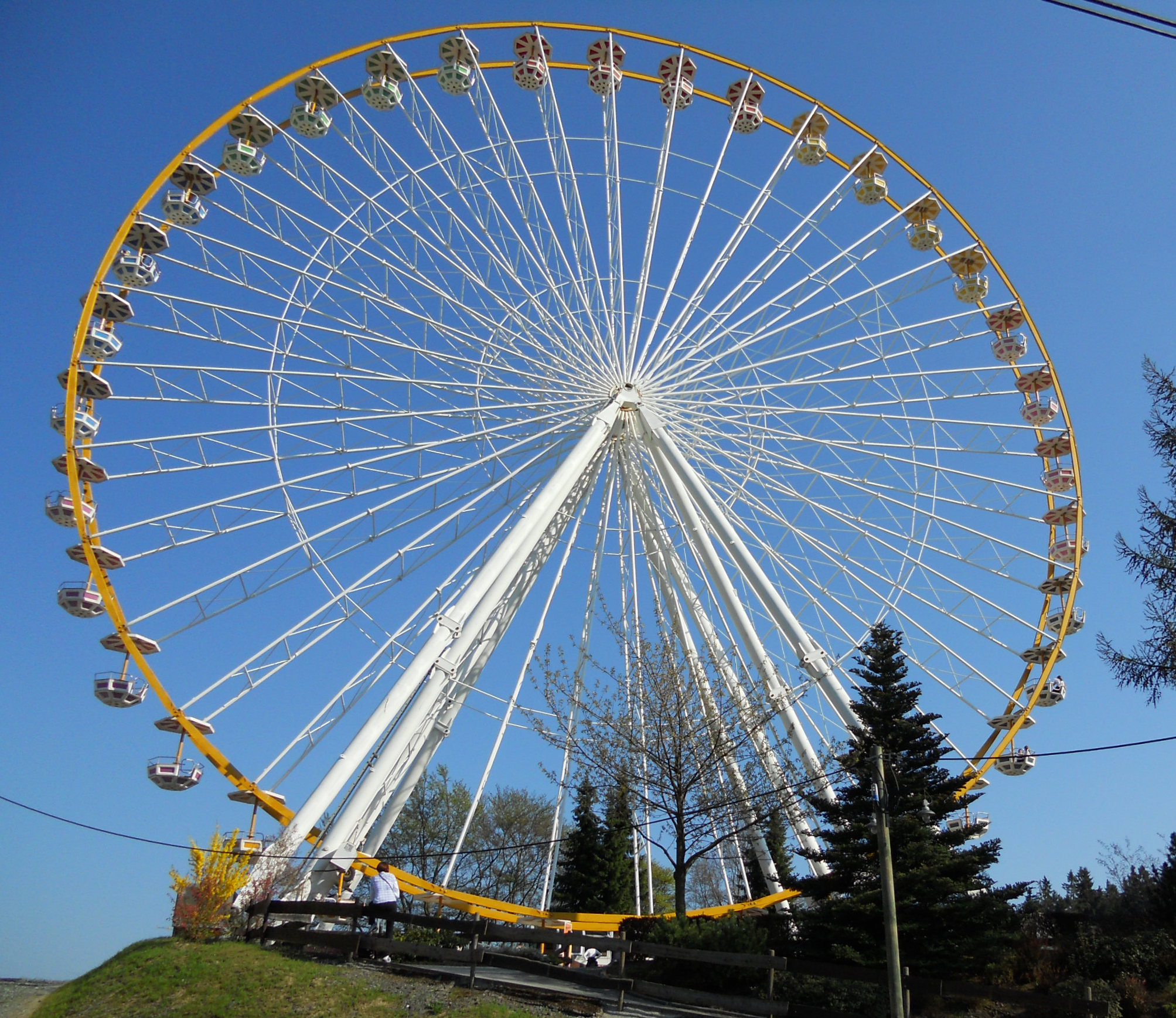
Big Wheel à Fort Fun Abenteuerland
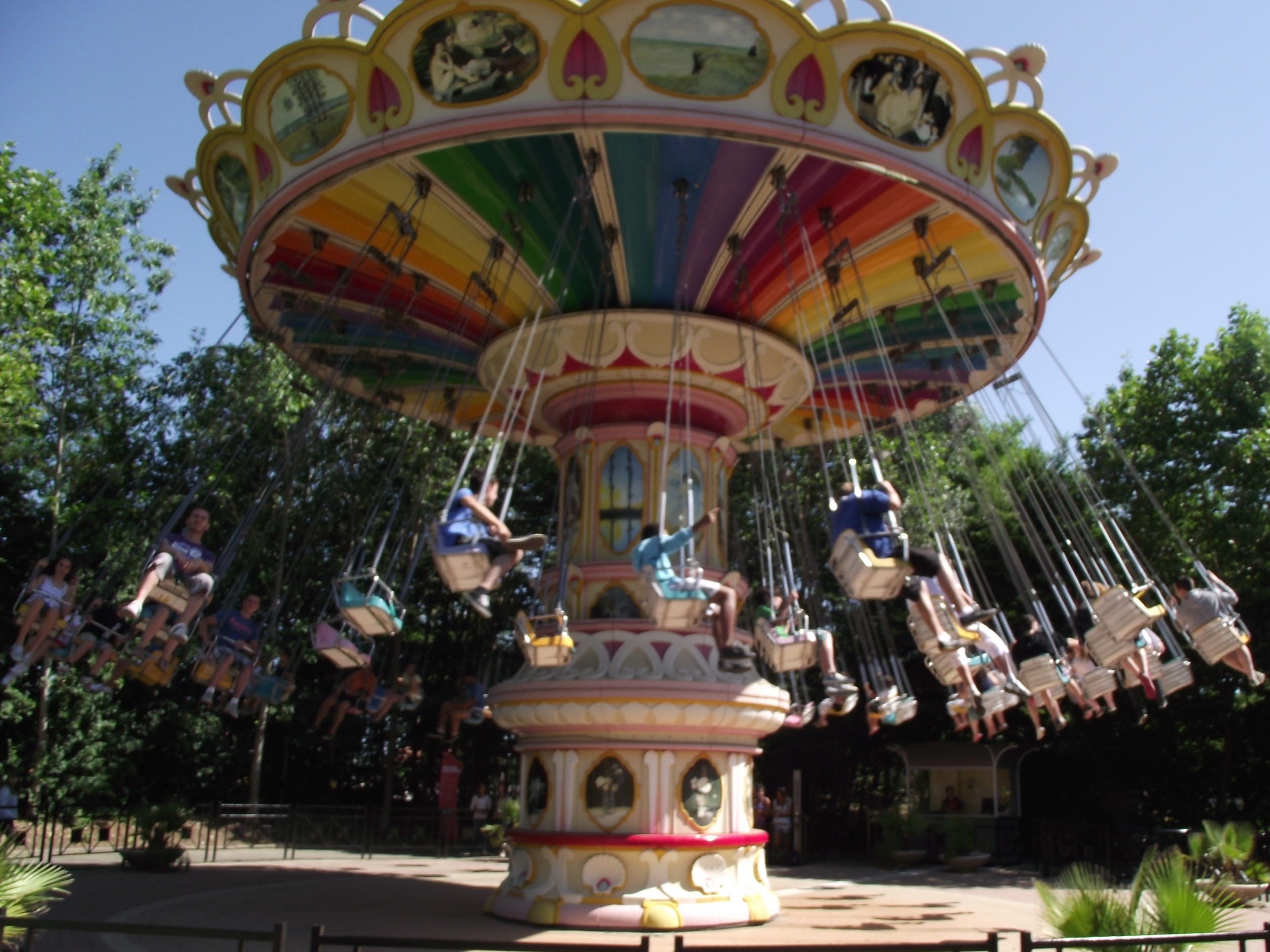
Fandango à Walibi Aquitaine
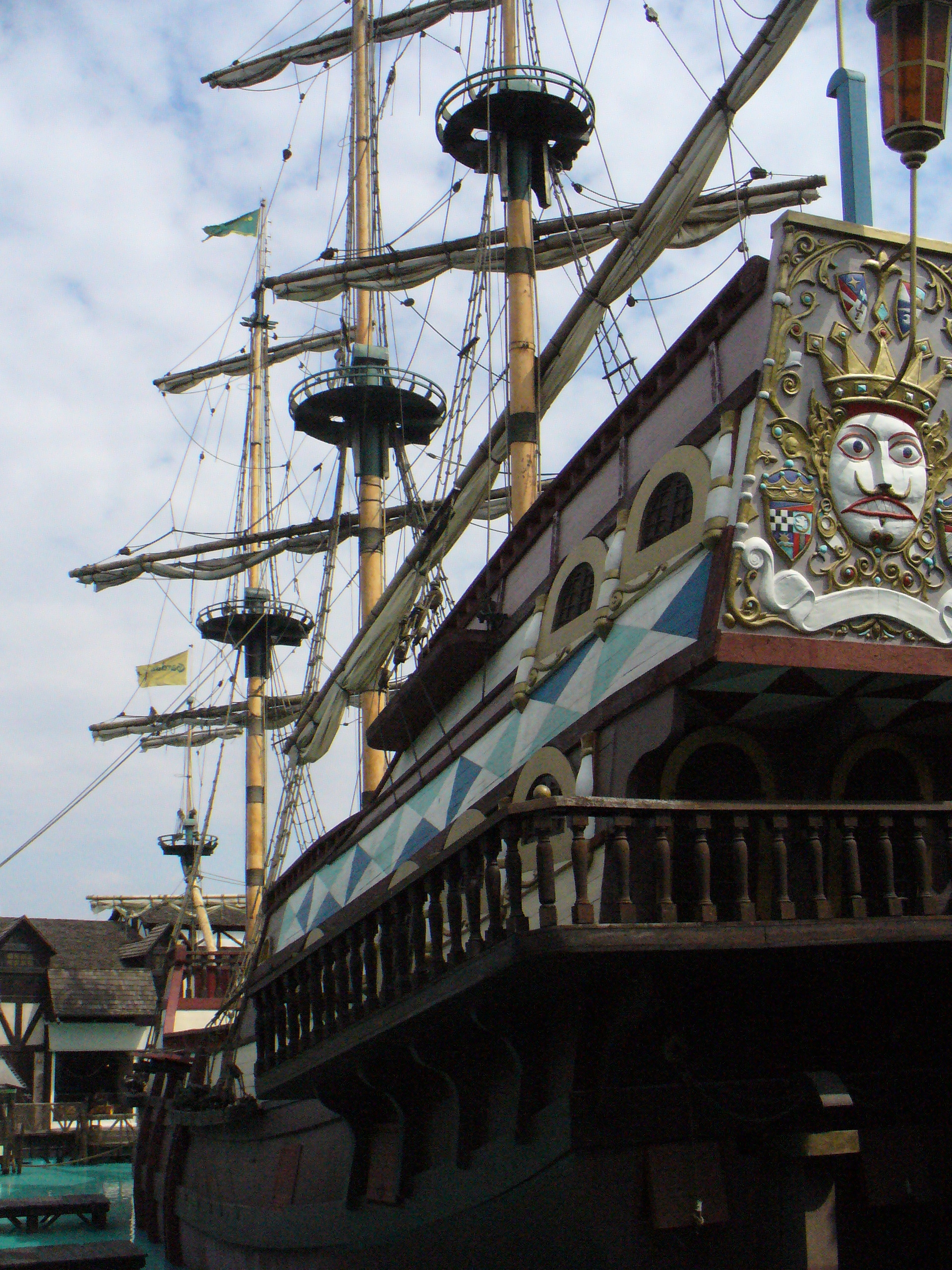
I Corsari à Gardaland
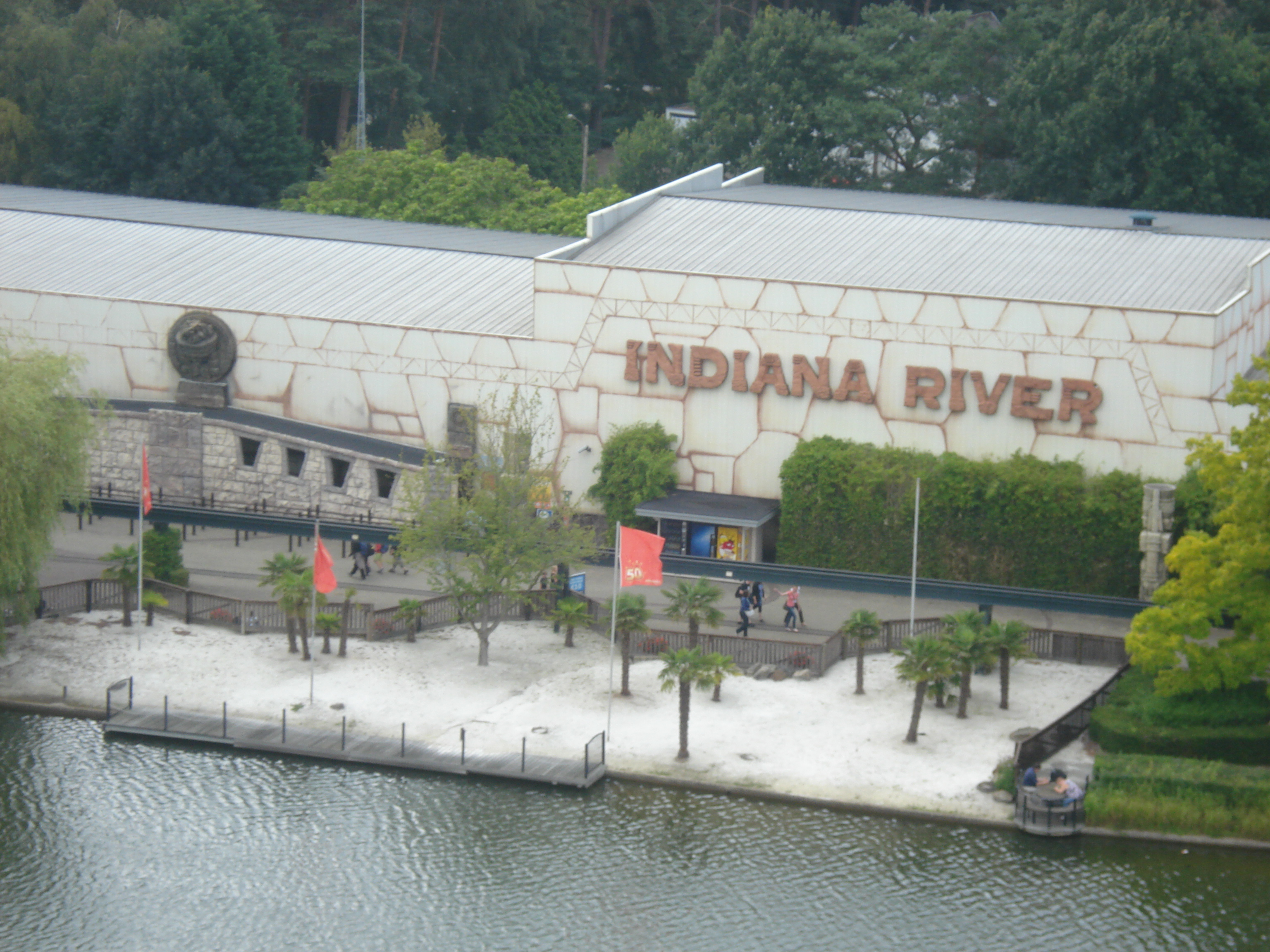
Indiana River à Bobbejaanland
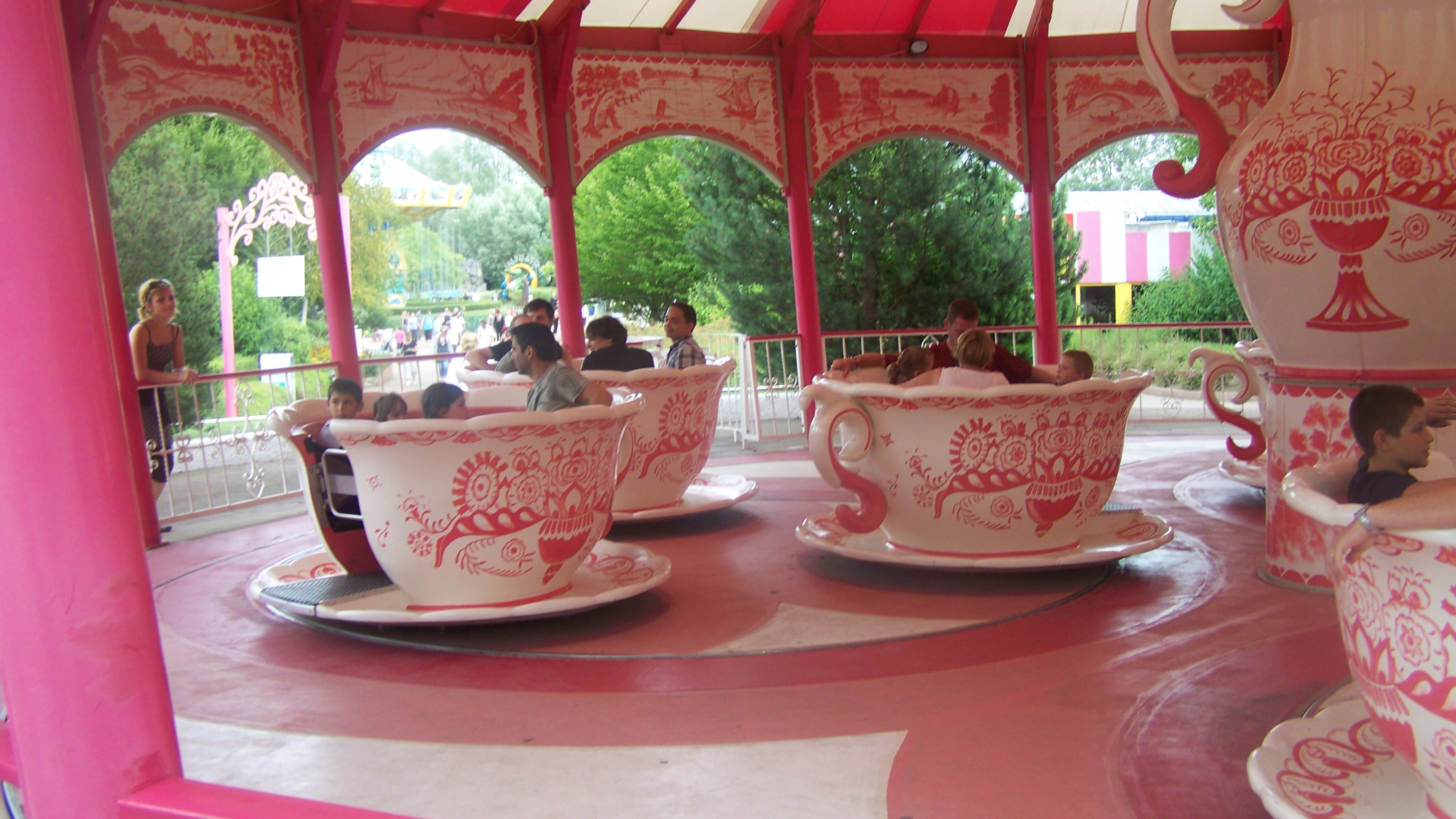
MokaSchtroumpf à Walibi Schtroumpf
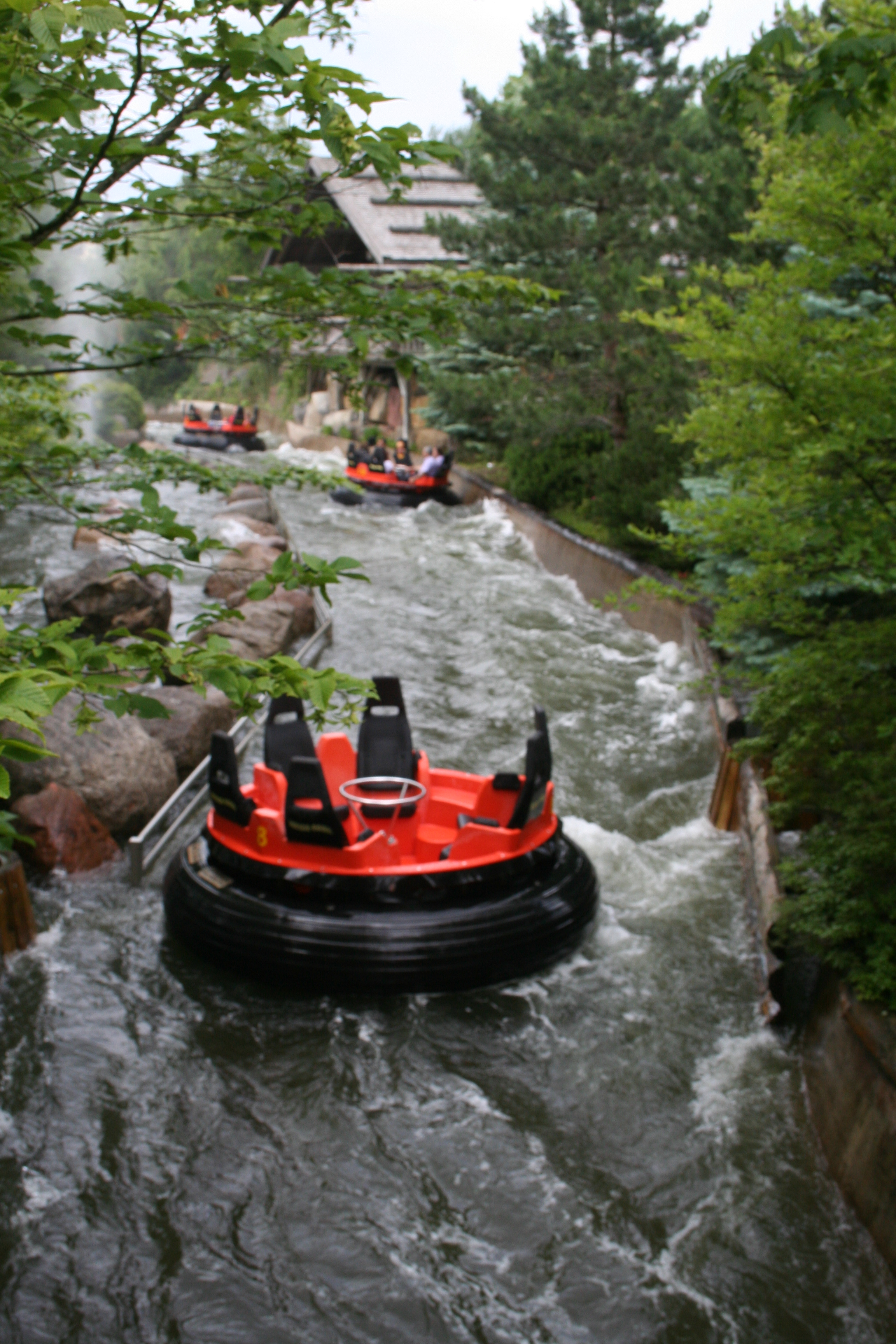
Mountain Rafting à Heide Park
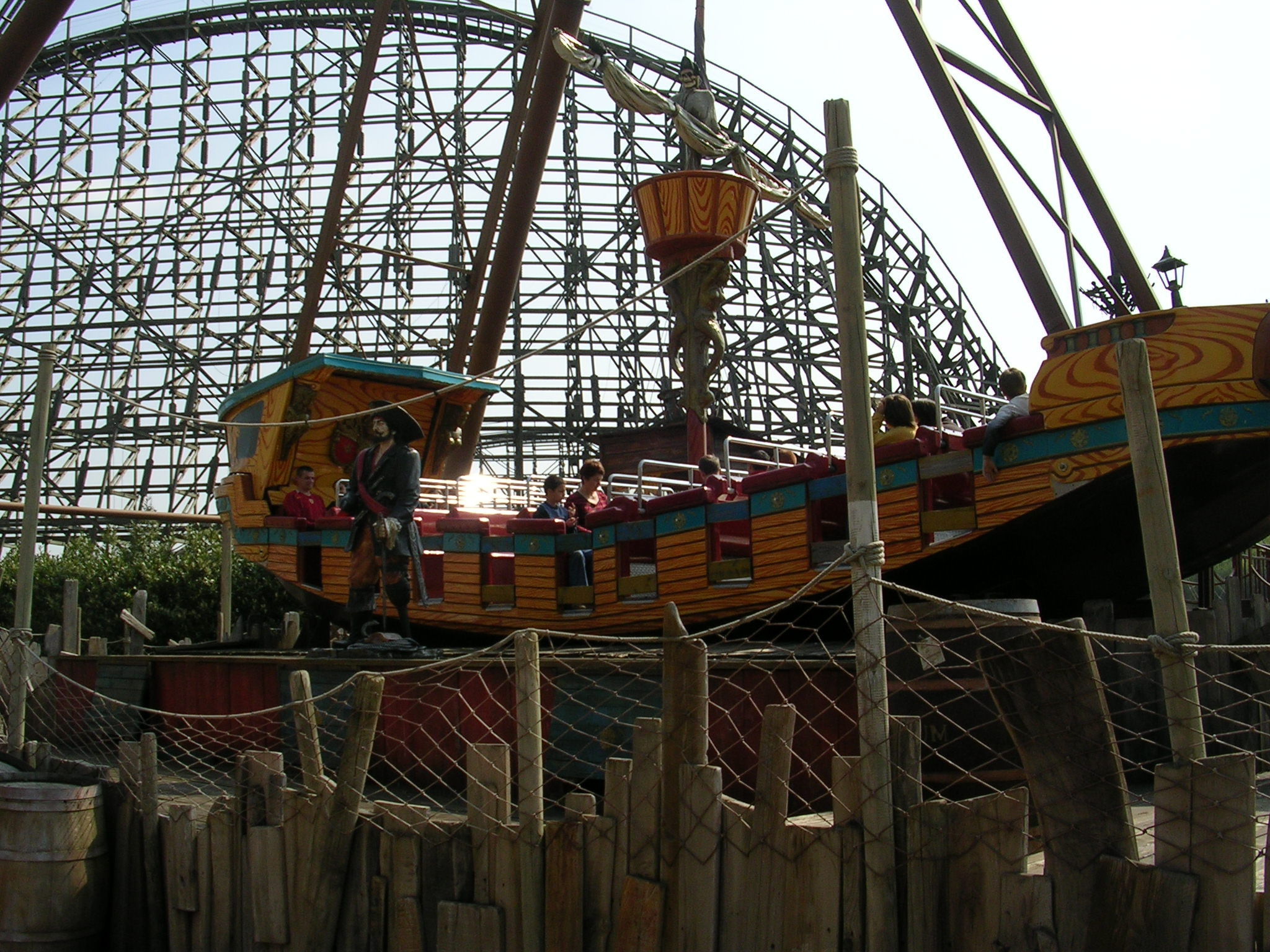
Pirator à Walibi Schtroumpf
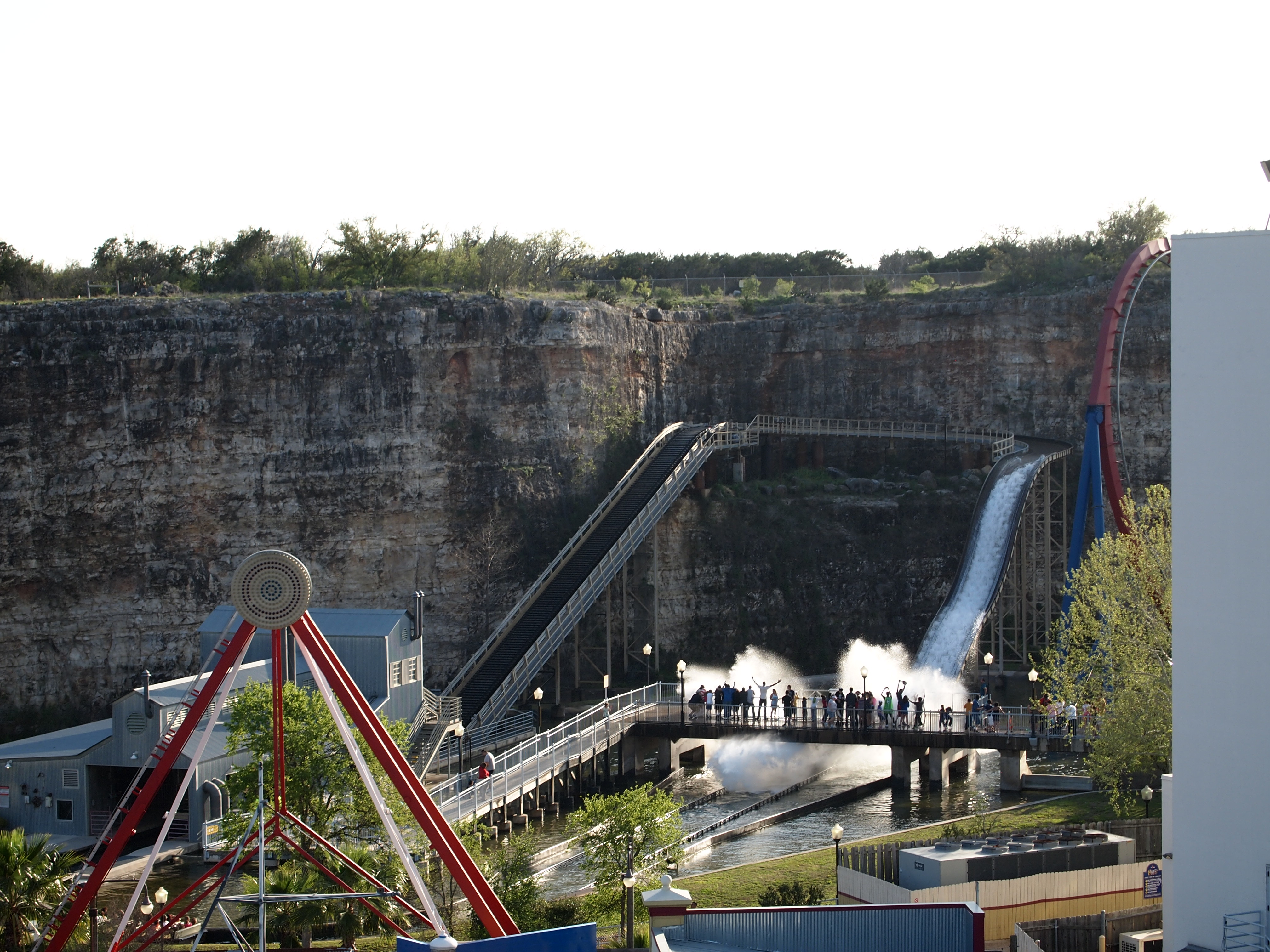
Power Surge à Six Flags Fiesta Texas
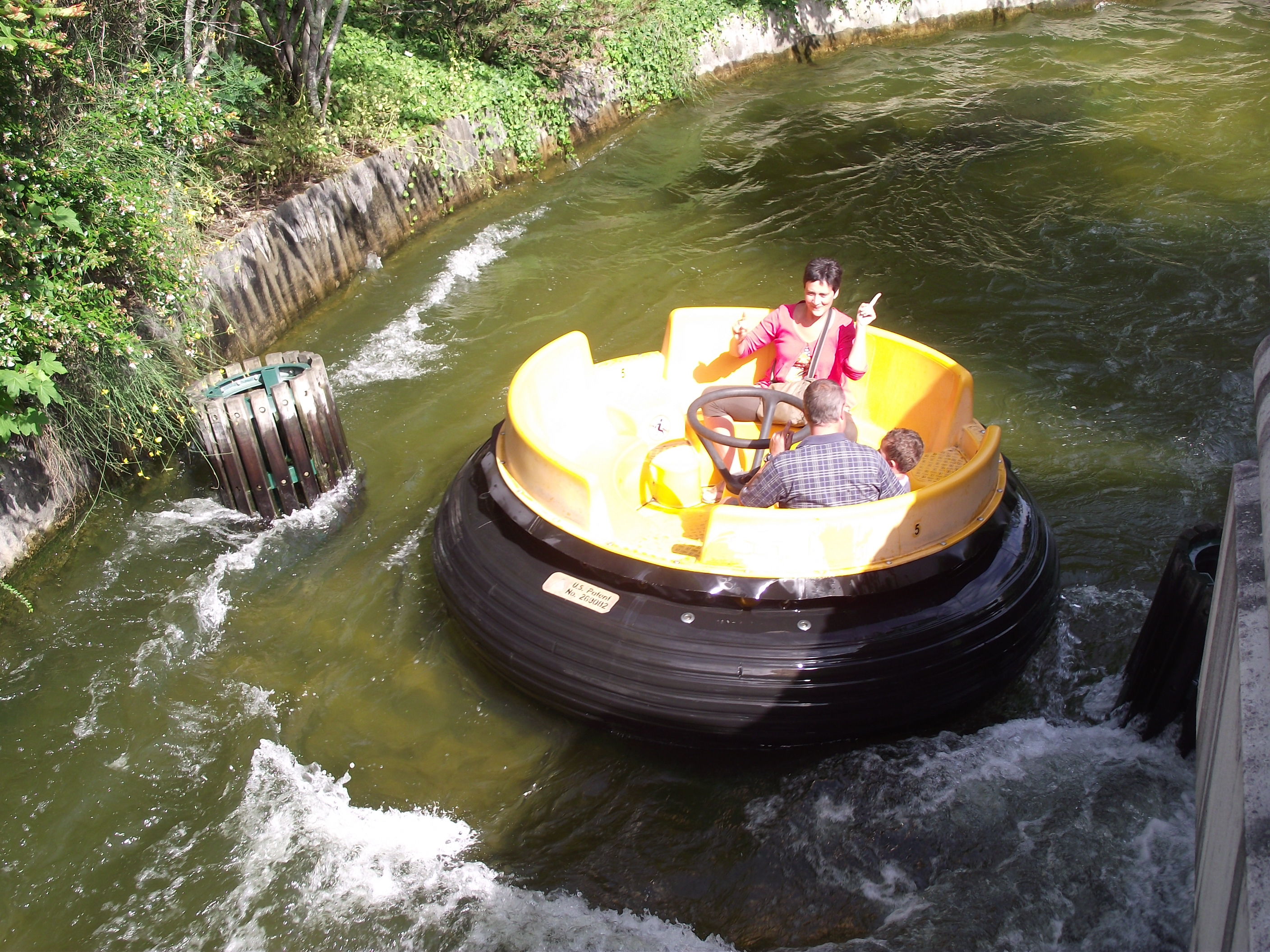
Radja River à Walibi Aquitaine
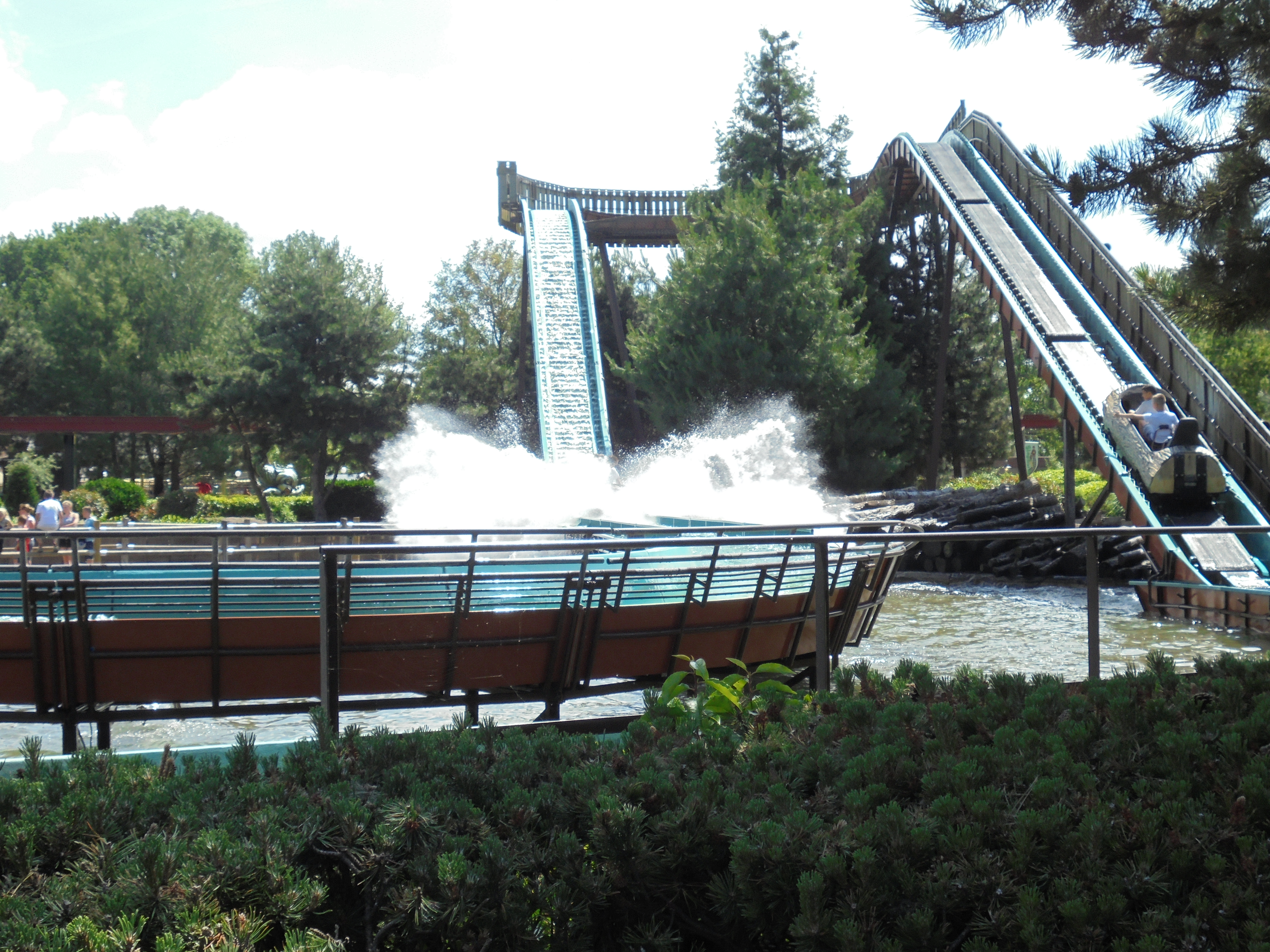
Ripsaw Falls à Attractiepark Slagharen
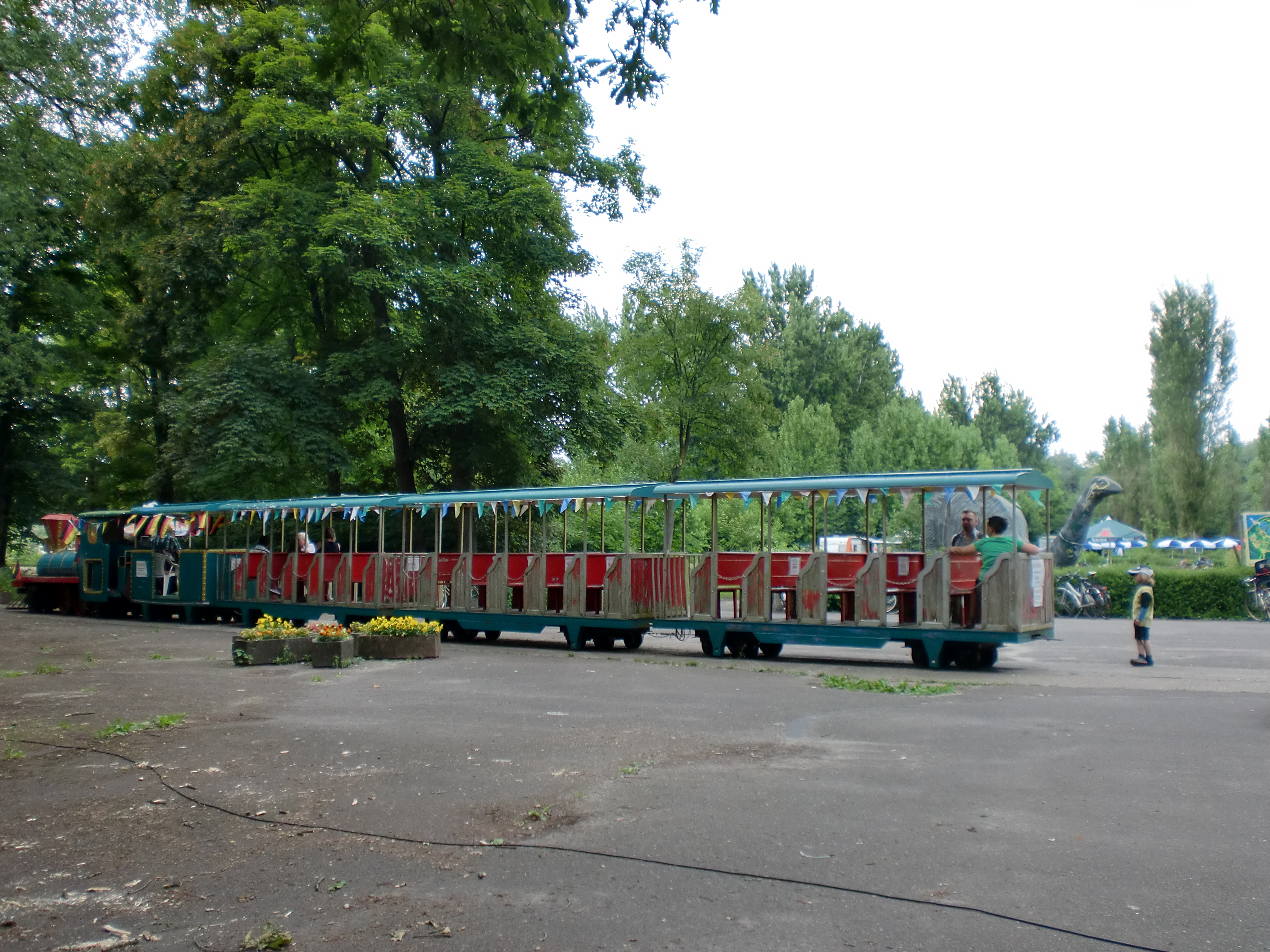
Santa Fe express à Spreepark
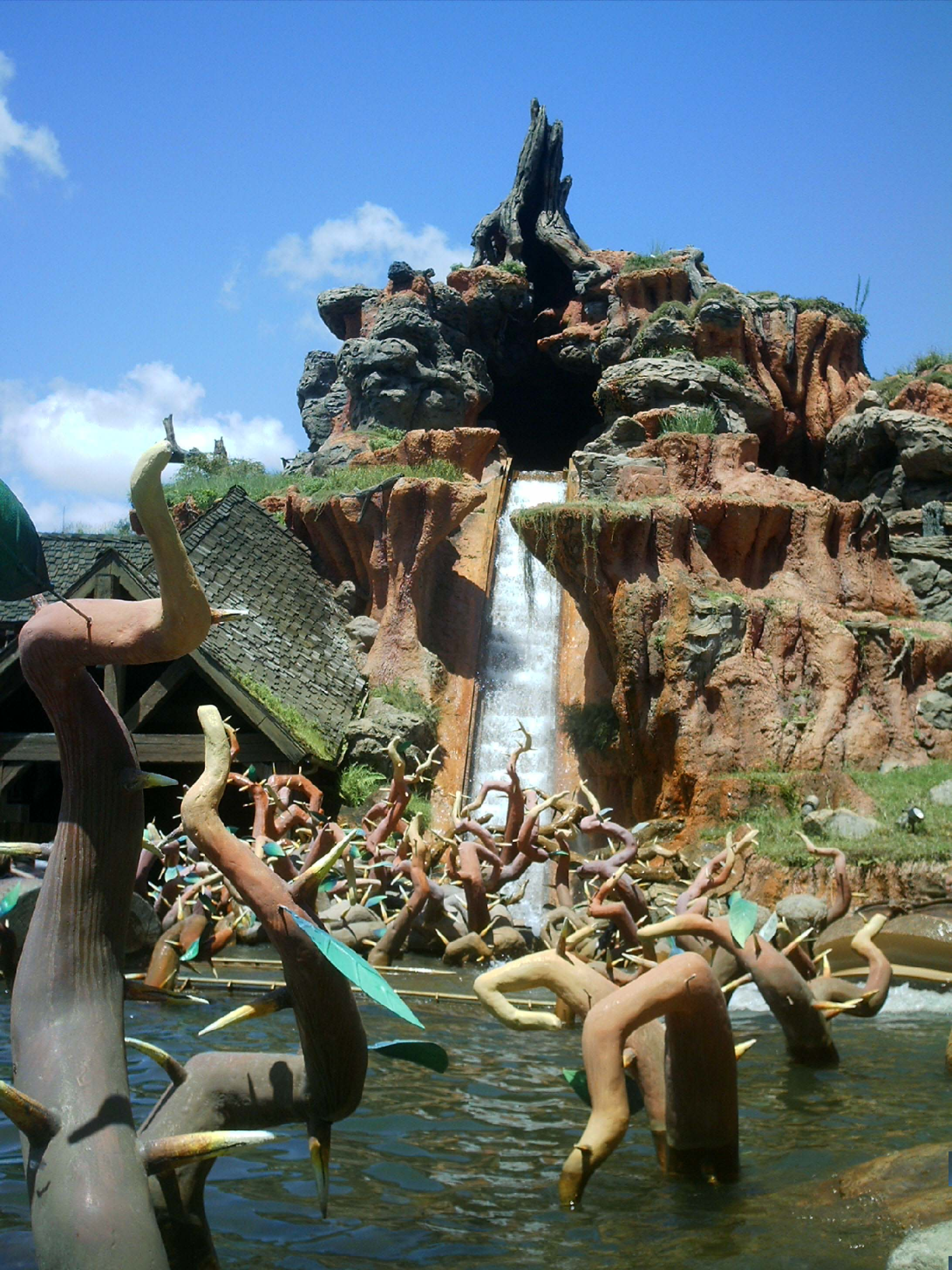
Splash Mountain au Magic Kingdom
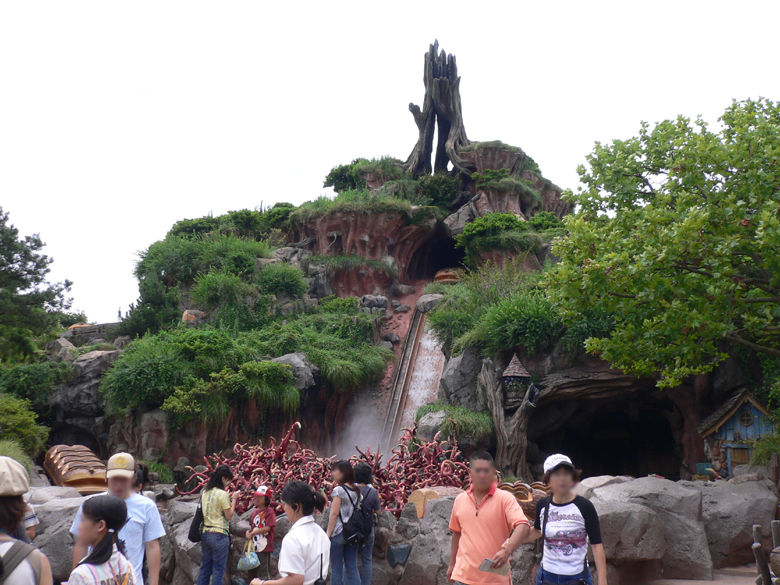
Splash Mountain à Tokyo Disneyland
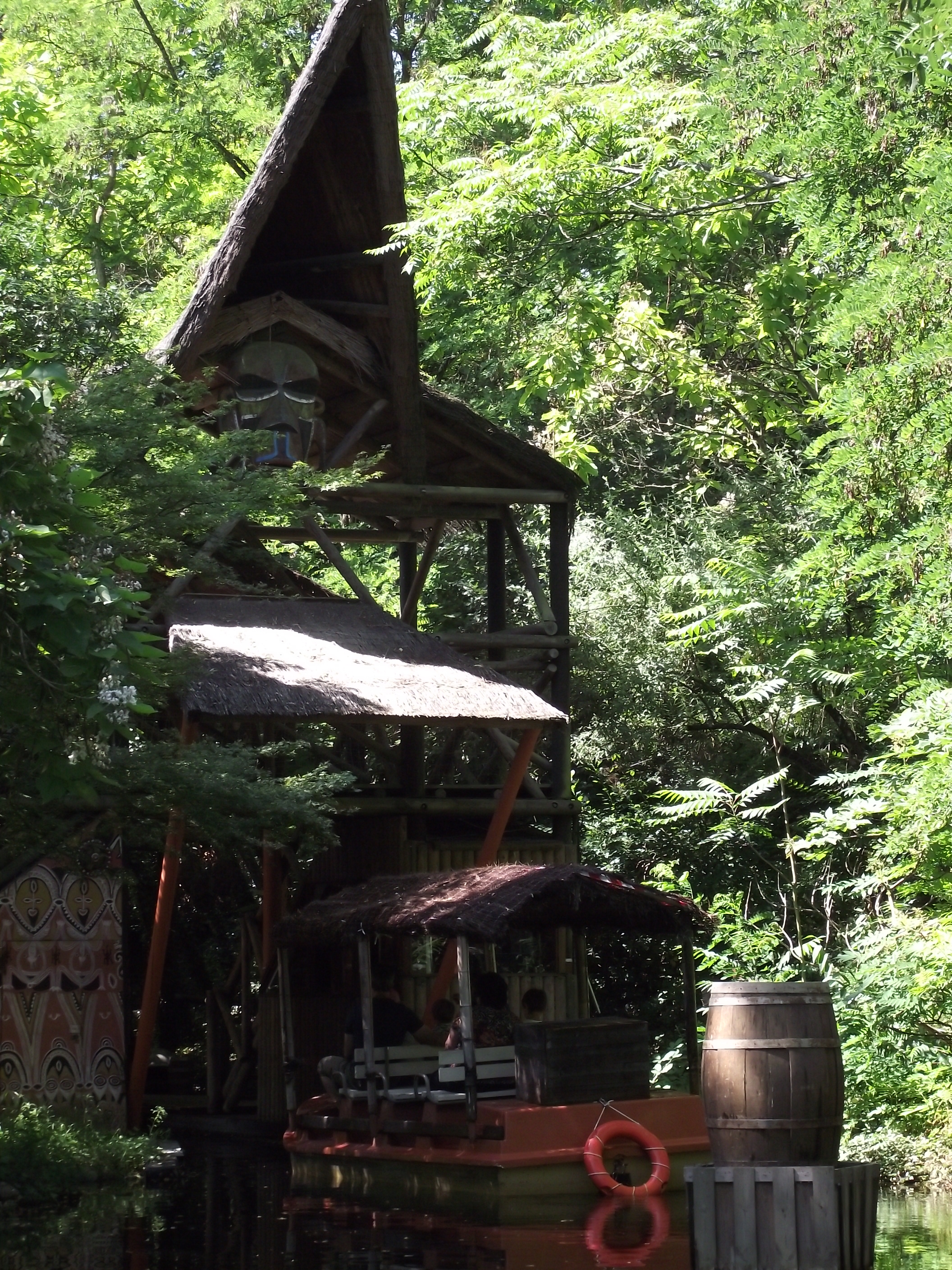
Tam Tam Tour à Walibi Aquitaine
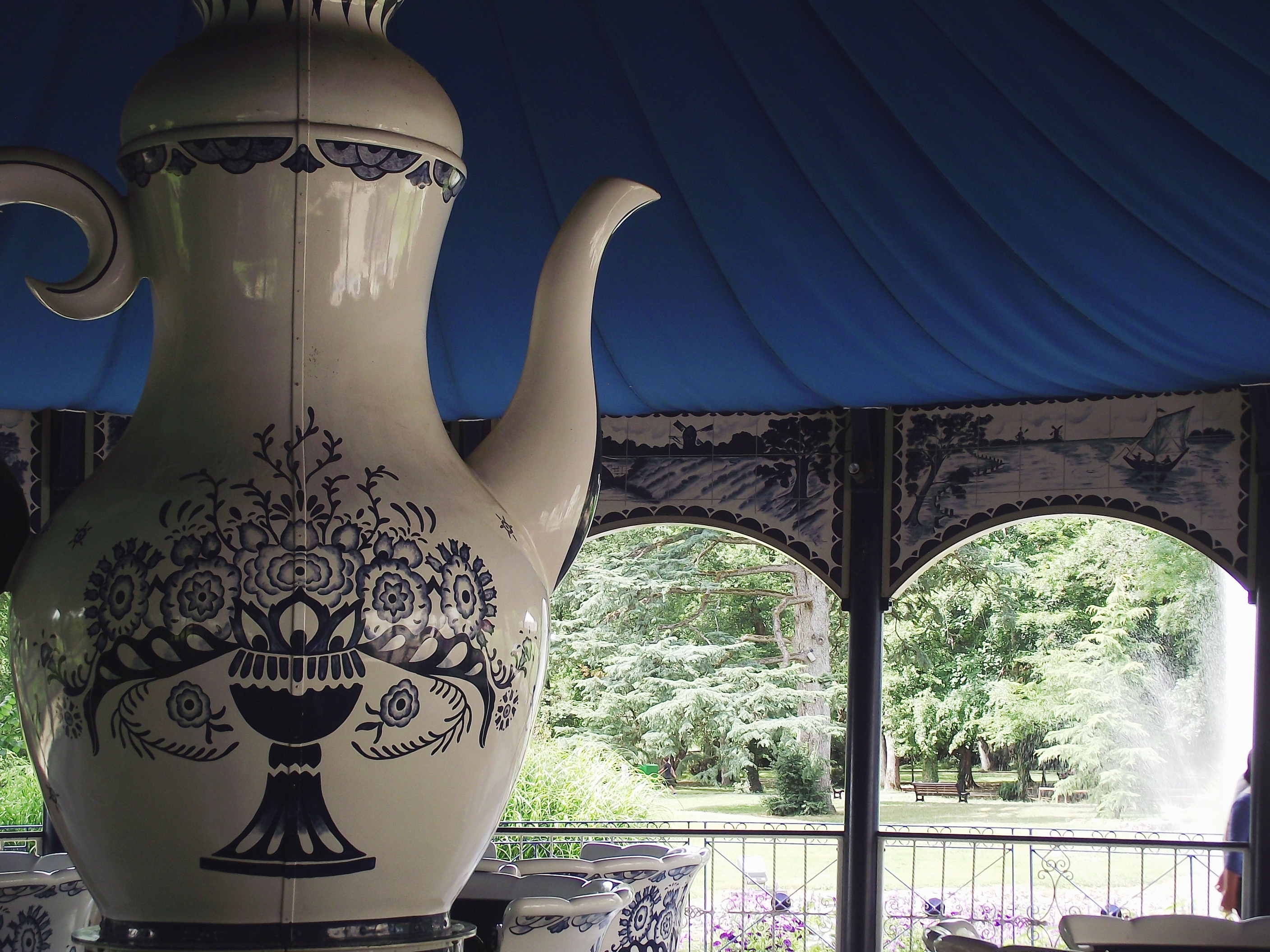
Tea Cup à Walibi Aquitaine
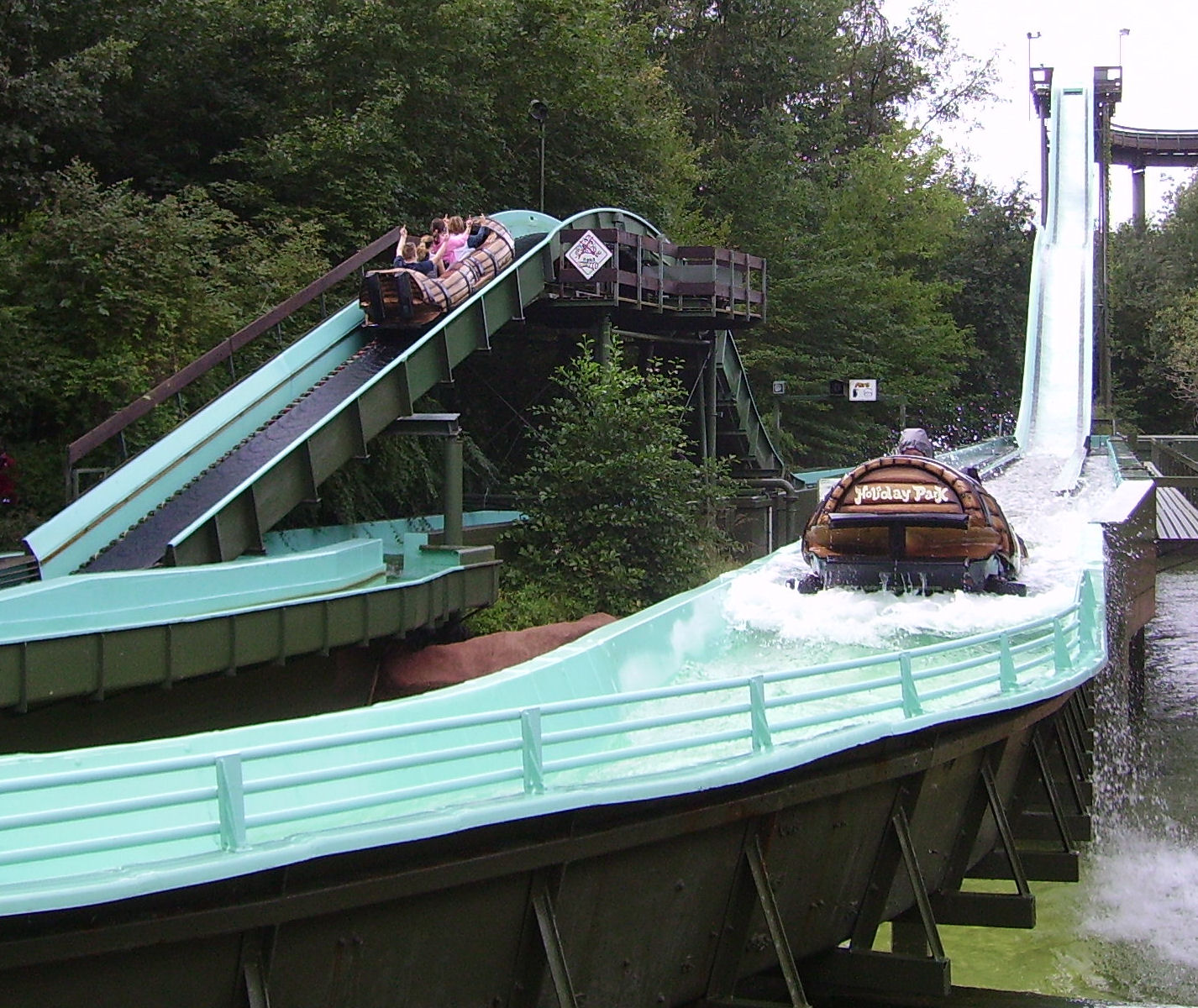
Teufels Fässer à Holiday Park
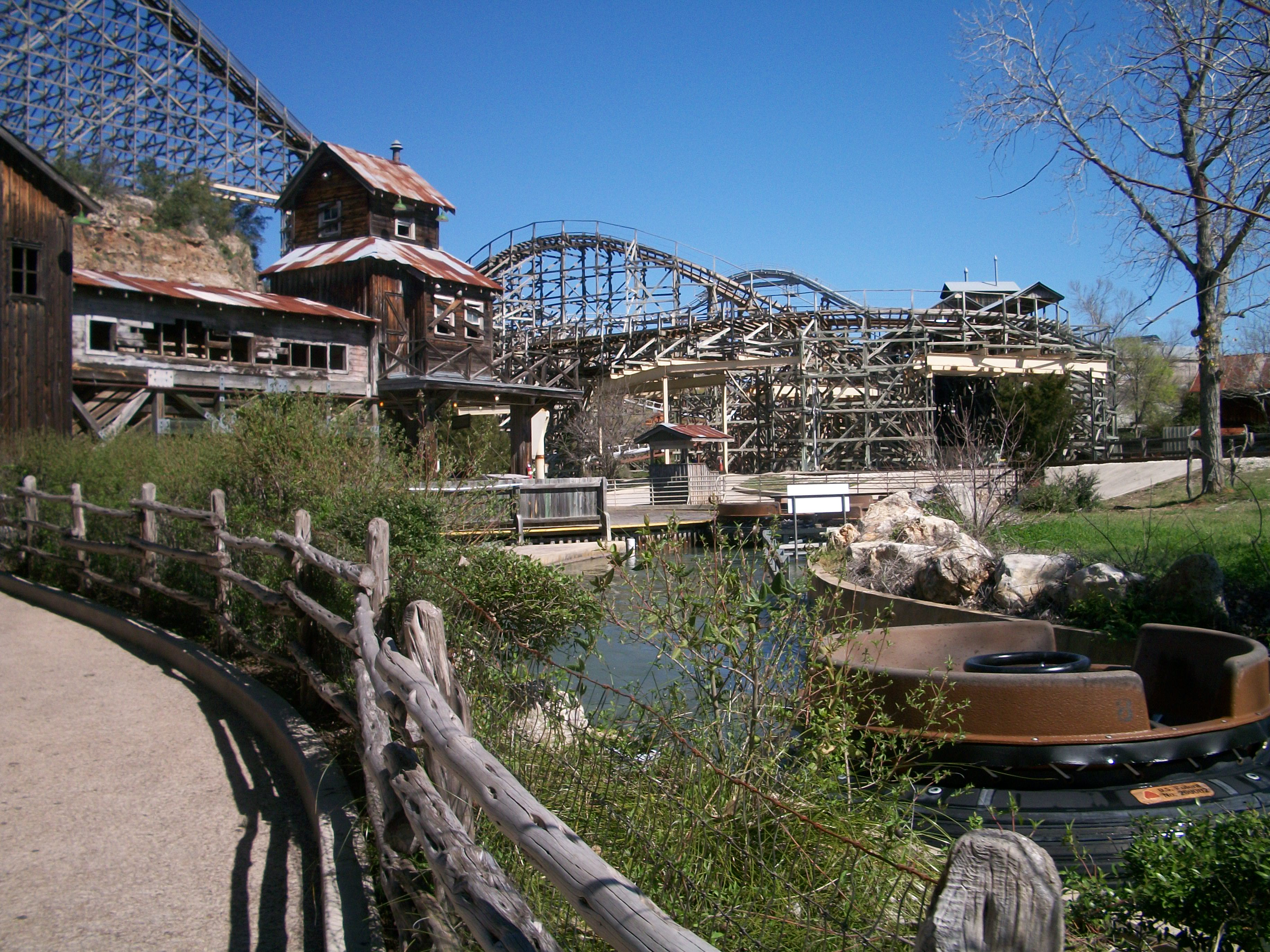
The Gully Washer à Six Flags Fiesta Texas
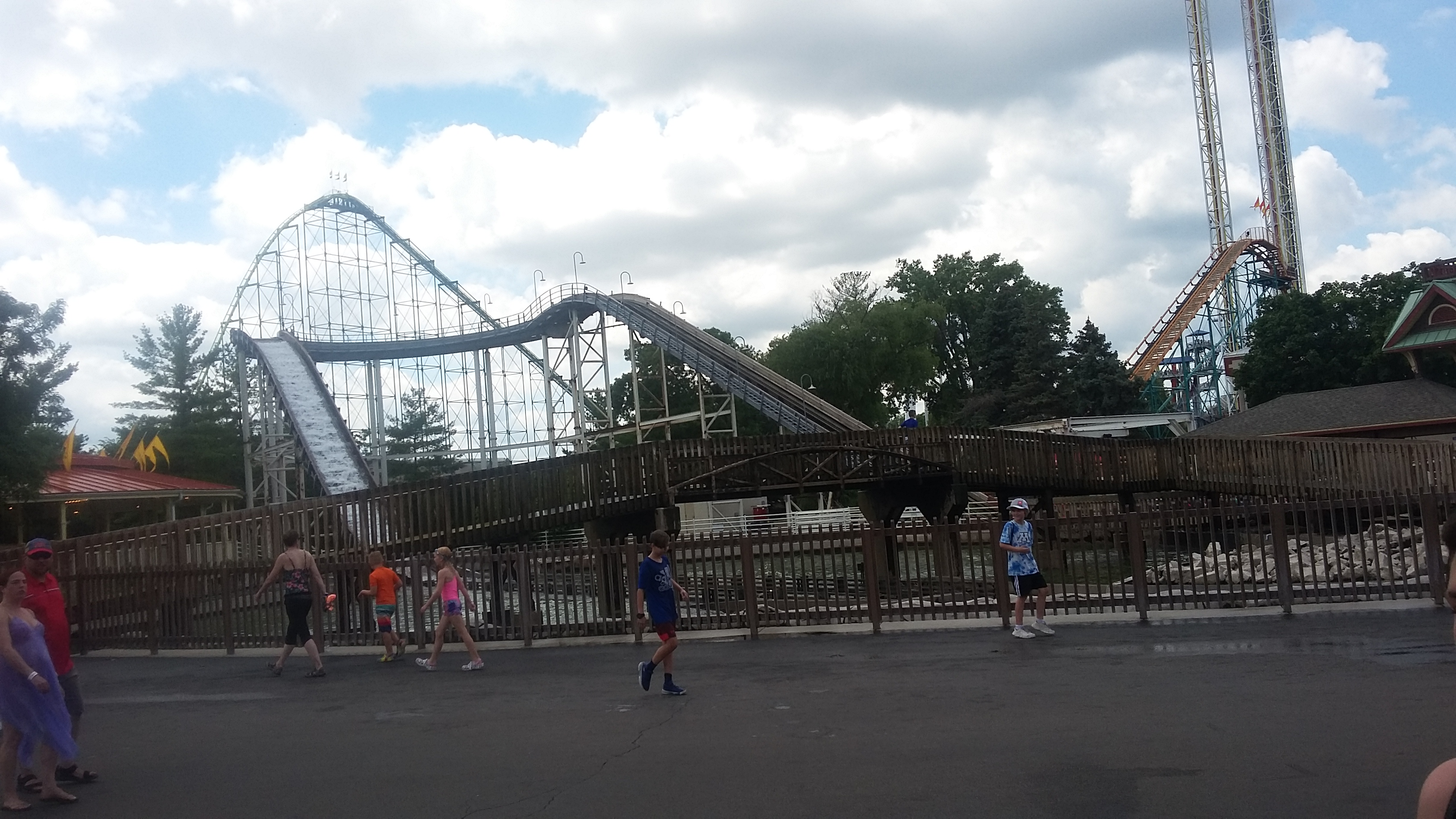
The Wave à Valleyfair
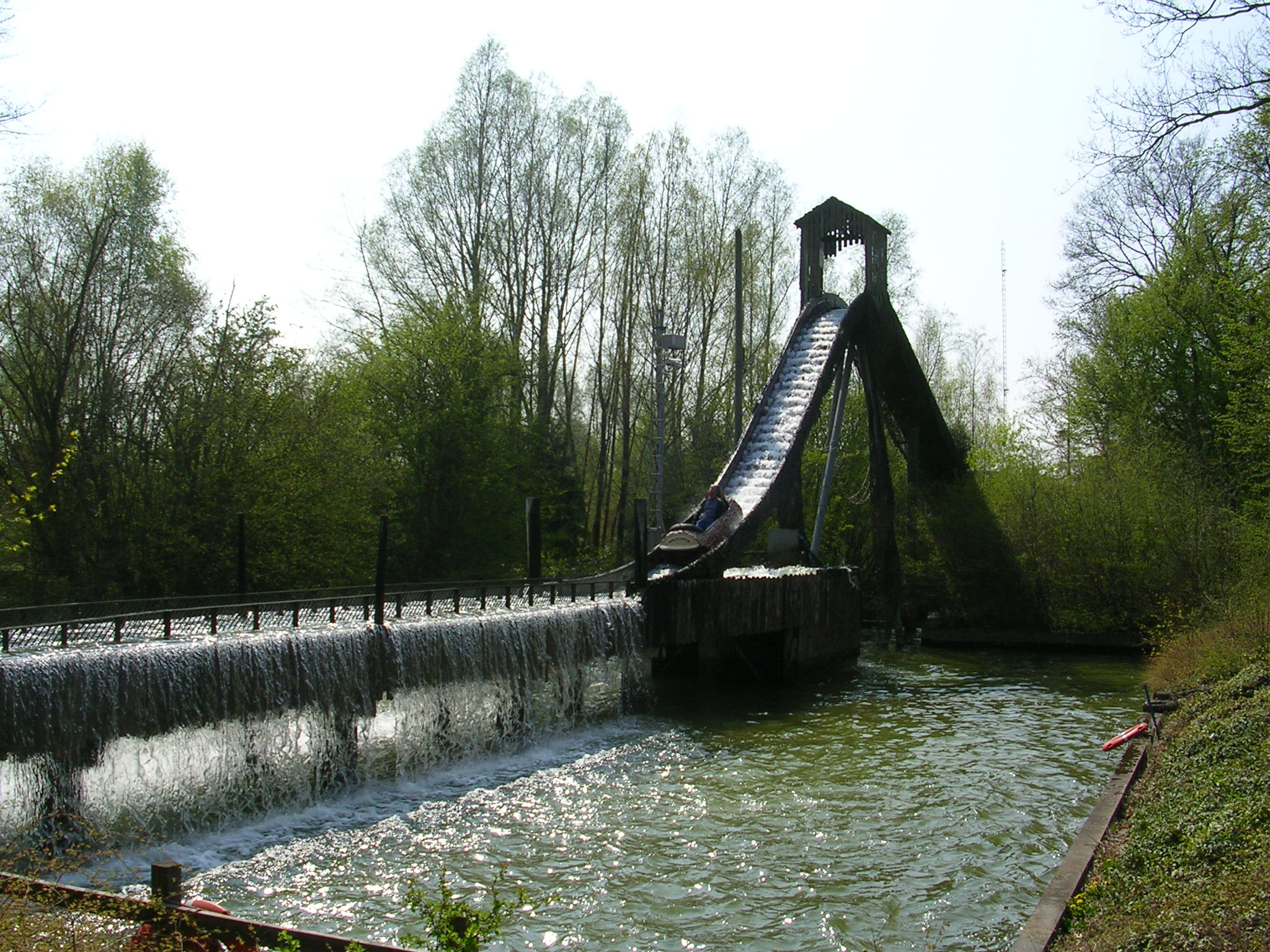
Waligator à Walibi Schtroumpf
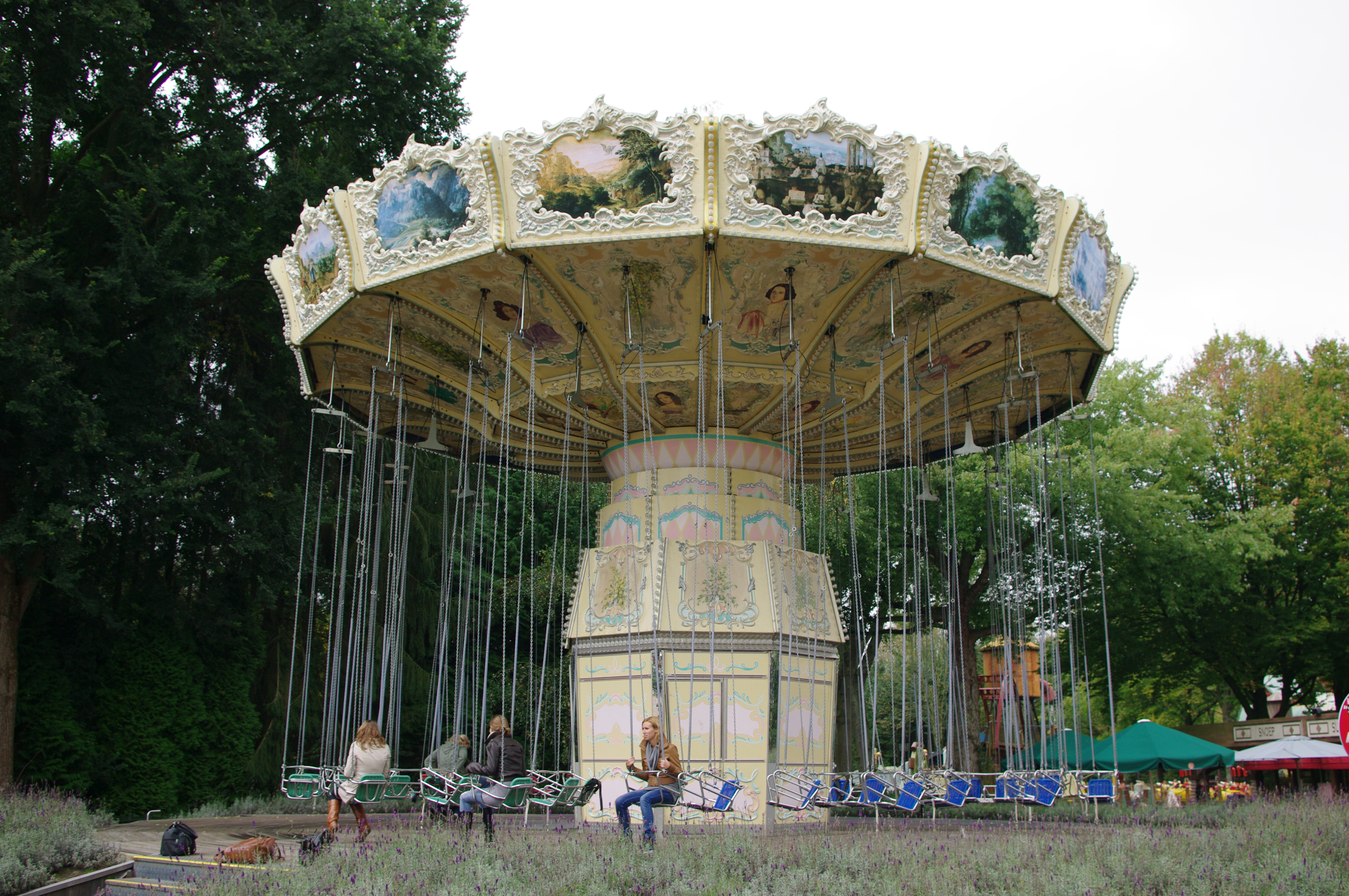
Wave Swinger à Flevohof
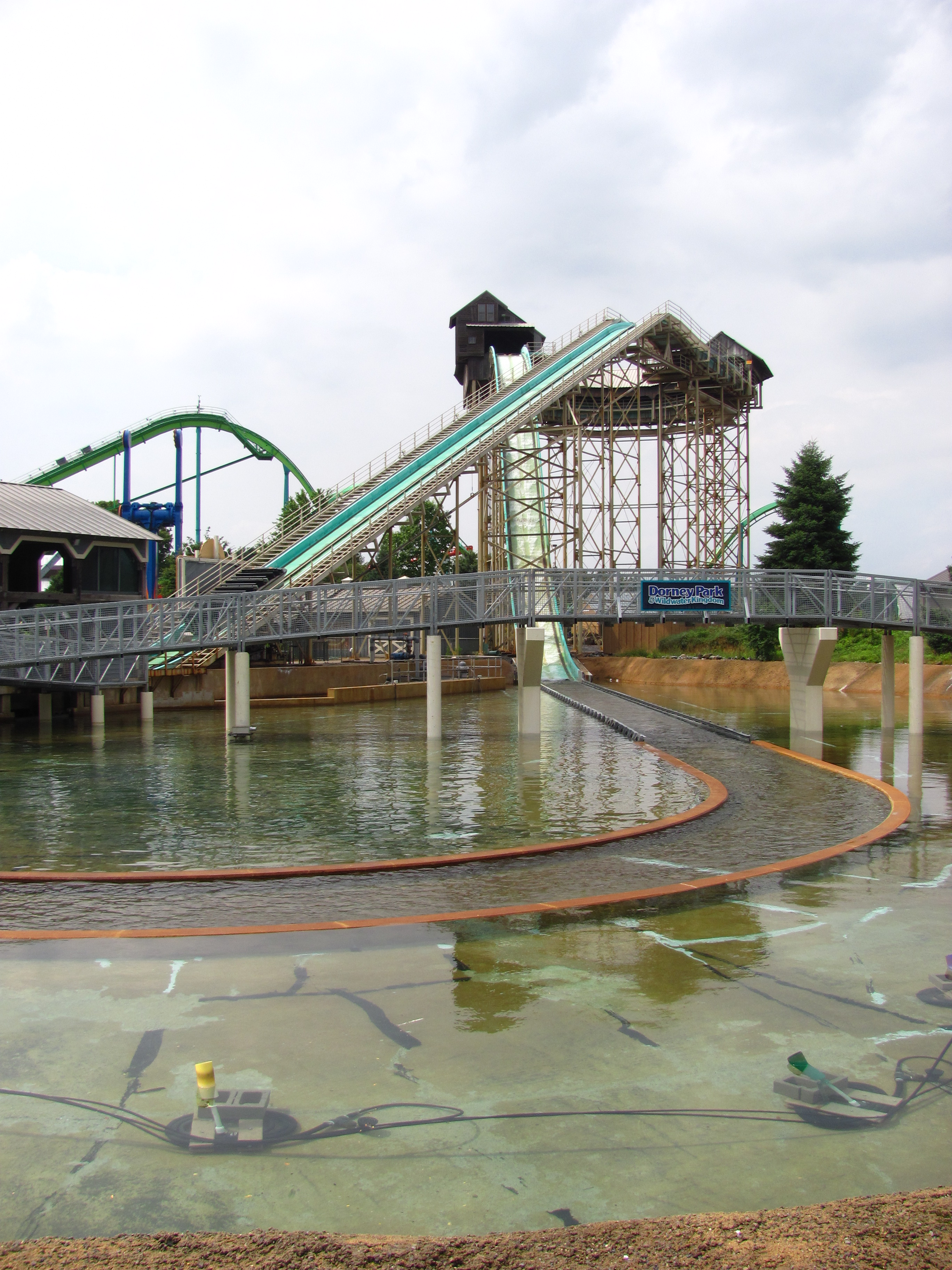
White Water Landing à Dorney Park & Wildwater Kingdom

#### Nouveau thème
| Nom                                       | Type / Modèle     | Constructeur                        | Parc                 | Pays       | Anciennement             |
| ----------------------------------------- | ----------------- | ----------------------------------- | -------------------- | ---------- | ------------------------ |
| Mine of Lost Souls                        | Parcours scénique | Sally Corporation                   | Canobie Lake Park    | États-Unis | Mine of Lost Souls       |
| Phantom Theater (en)                      | Barque scénique   | D. H. Morgan Manufacturing          | Kings Island         | États-Unis | Smurf's Enchanted Voyage |
| Yosemite Sam and the Gold River Adventure | Barque scénique   | Arrow Dynamics et Sally Corporation | Six Flags Over Texas | États-Unis | Speelunker's Cave        |

## Hôtels
- Disney's Hotel Cheyenne à Euro Disney Resort ( France)
- Disney's Hotel New York à Euro Disney Resort ( France)
- Disney's Hotel Santa Fe à Euro Disney Resort ( France)
- Disney's Newport Bay Club à Euro Disney Resort ( France)
- Disney's Port Orleans Resort Riverside à Walt Disney World Resort ( États-Unis)
- Disney's Sequoia Lodge à Euro Disney Resort ( France)
- Disneyland Hotel Paris à Euro Disney Resort ( France)
- Hôtel Efteling à Efteling ( Pays-Bas)

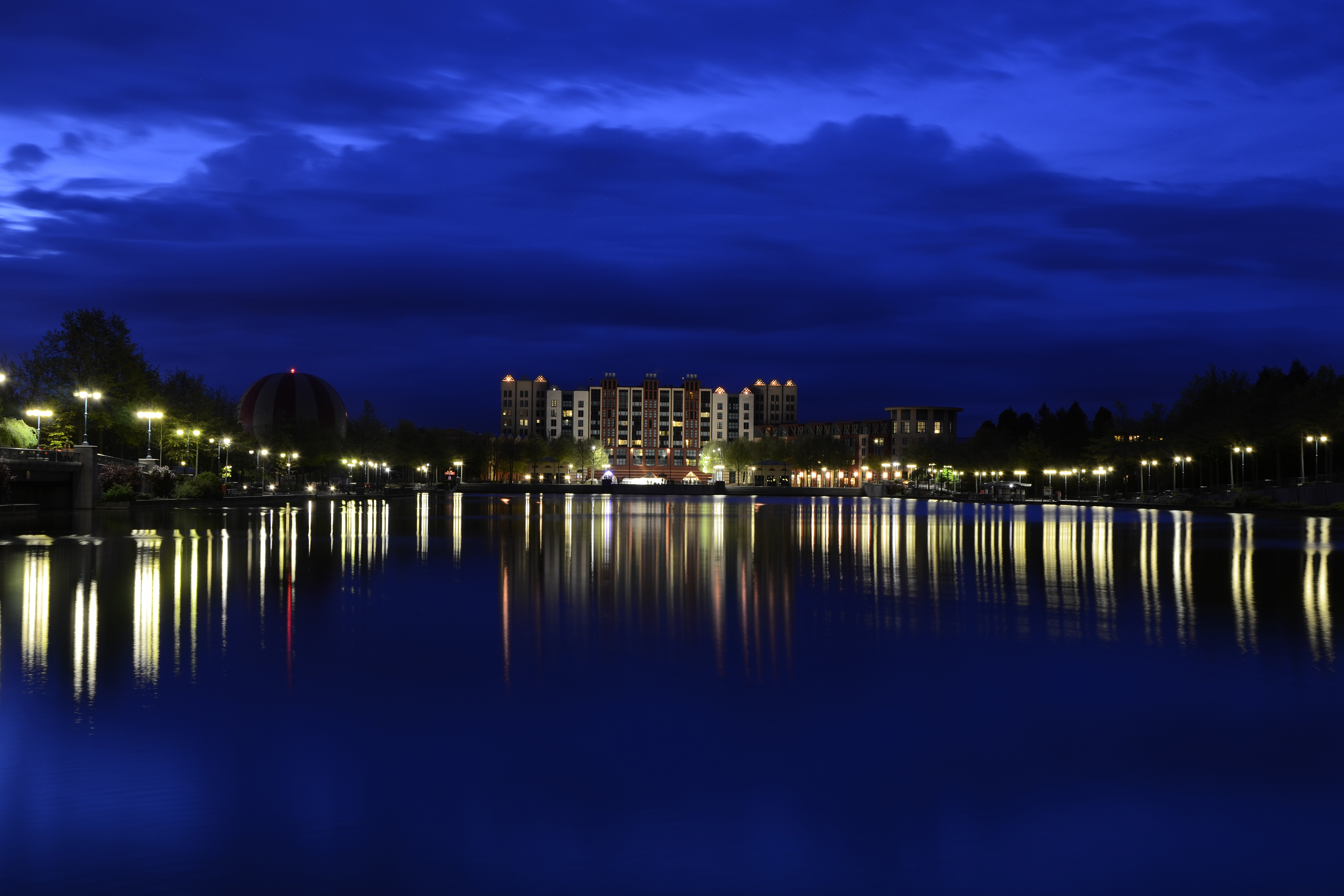
Disney's Hotel New York à Euro Disney Resort
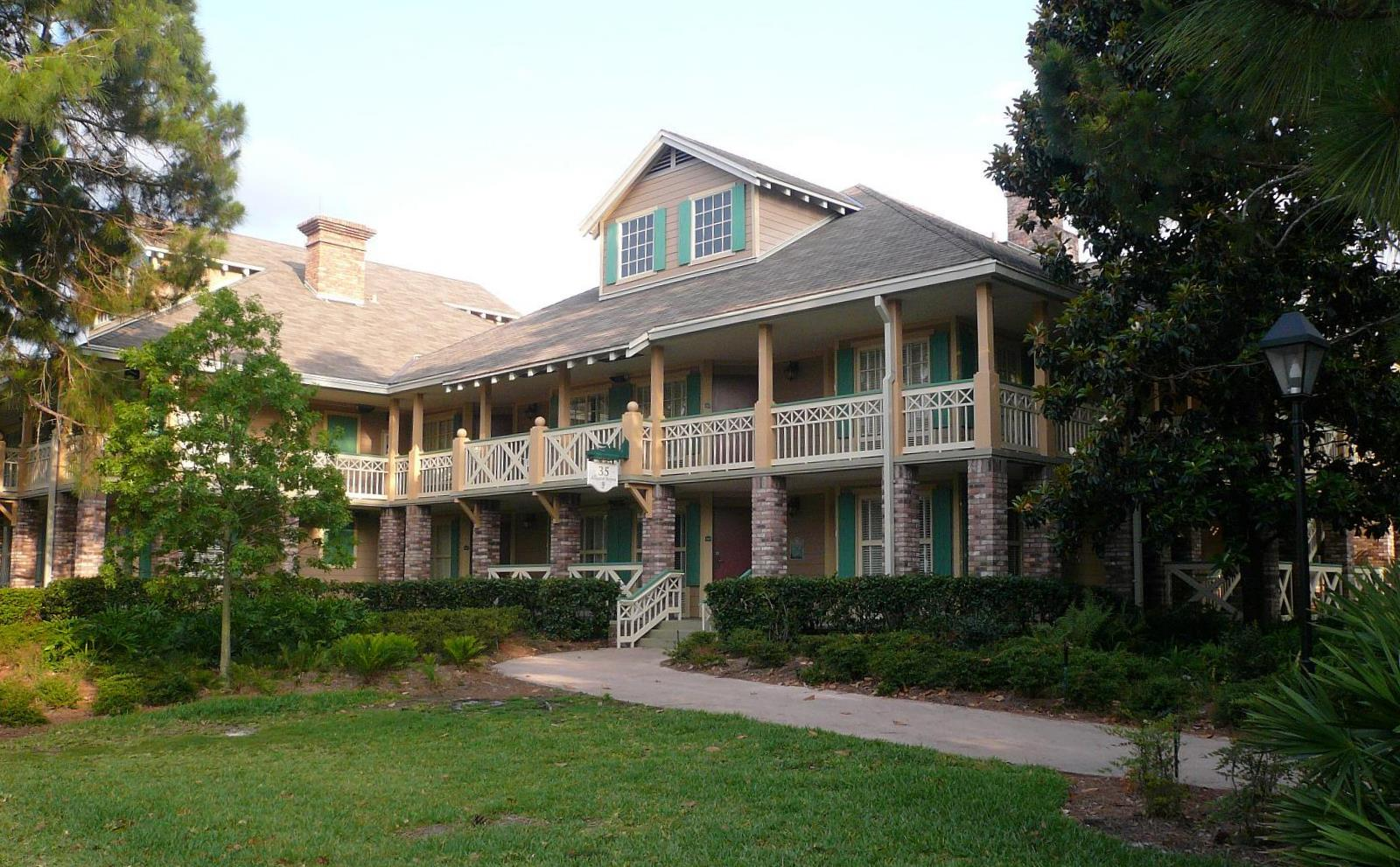
Disney's Port Orleans Resort Riverside à Walt Disney World Resort
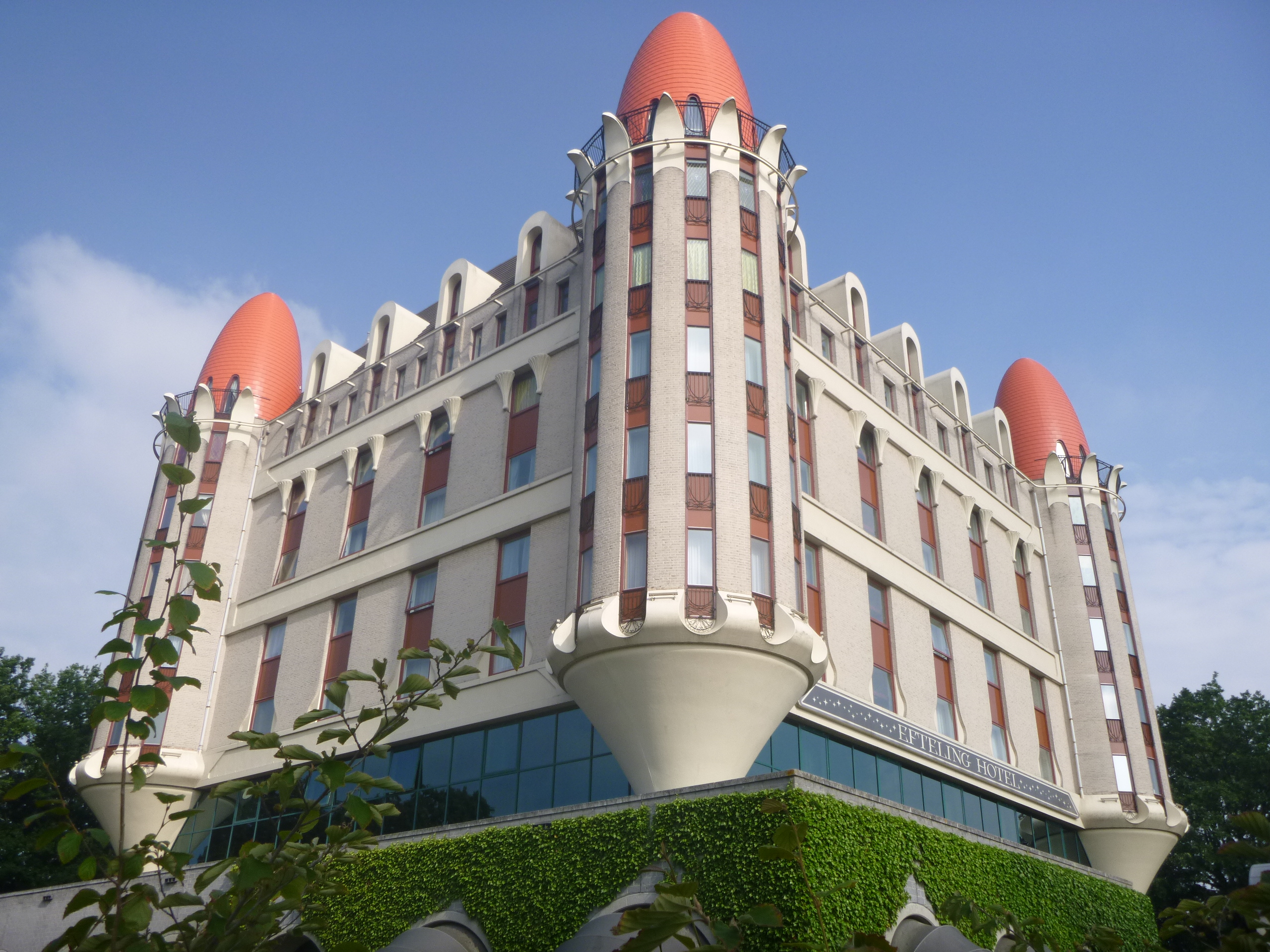
Efteling Hotel à Efteling